# 14世紀

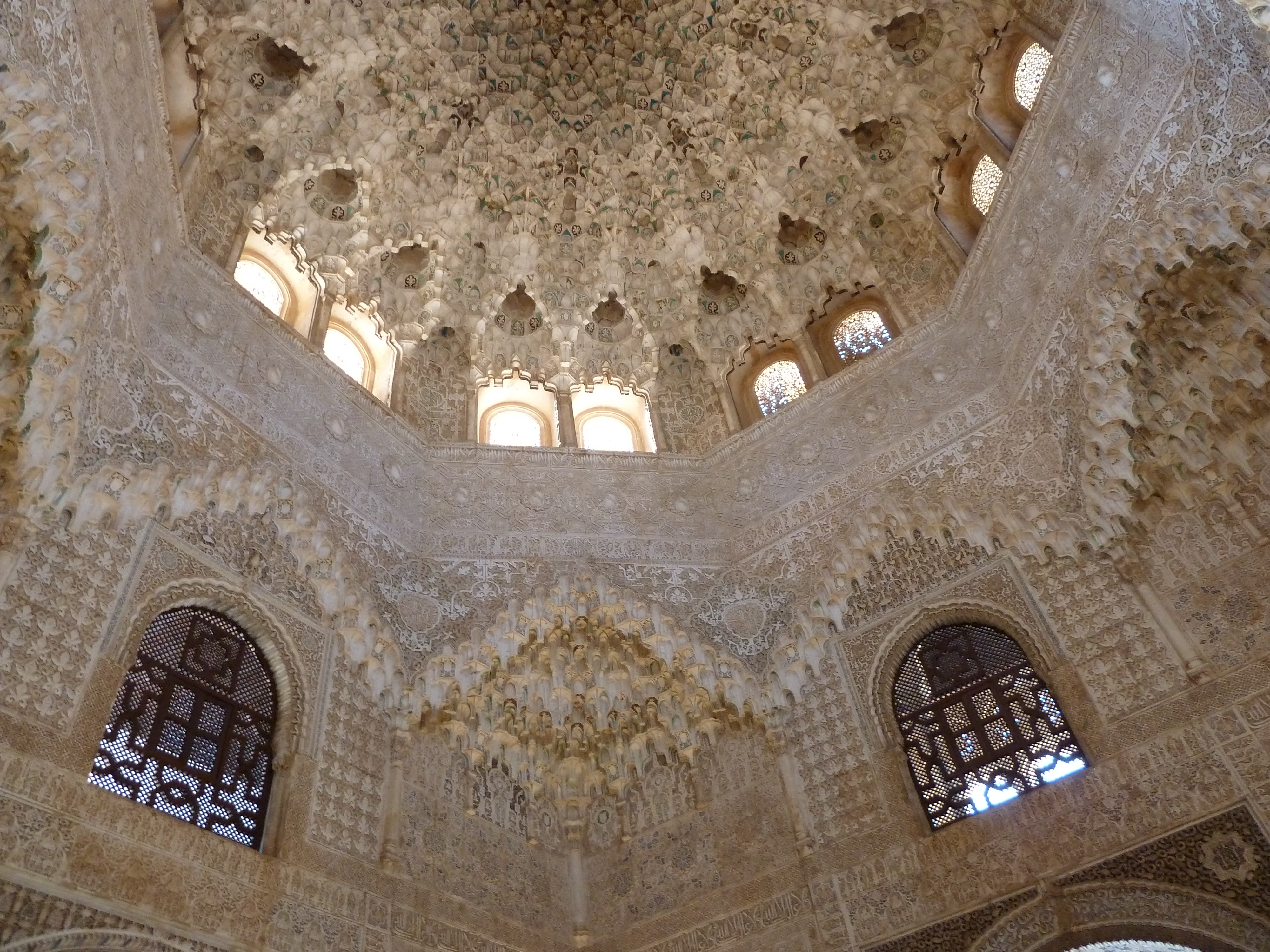
ナスル朝。イベリア半島最後のイスラム王朝であるこの王朝はすでに半島南端を占めるだけの小国となっていたが文化や芸術は最後の輝きを見せていた。画像はイスラム特有のアラベスクに彩られたアルハンブラ宮殿の「二姉妹の間」。

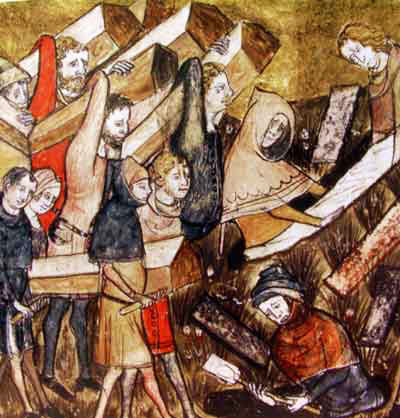
黒死病（ペスト）の大流行。東方から流入したこの病気により地中海からヨーロッパでは軒並み人口が減少した。画像は黒死病の犠牲者を運び出すフランドル地方のトゥルネーの人々（『ジル・ル・ミュイジの年代記』の挿絵）。

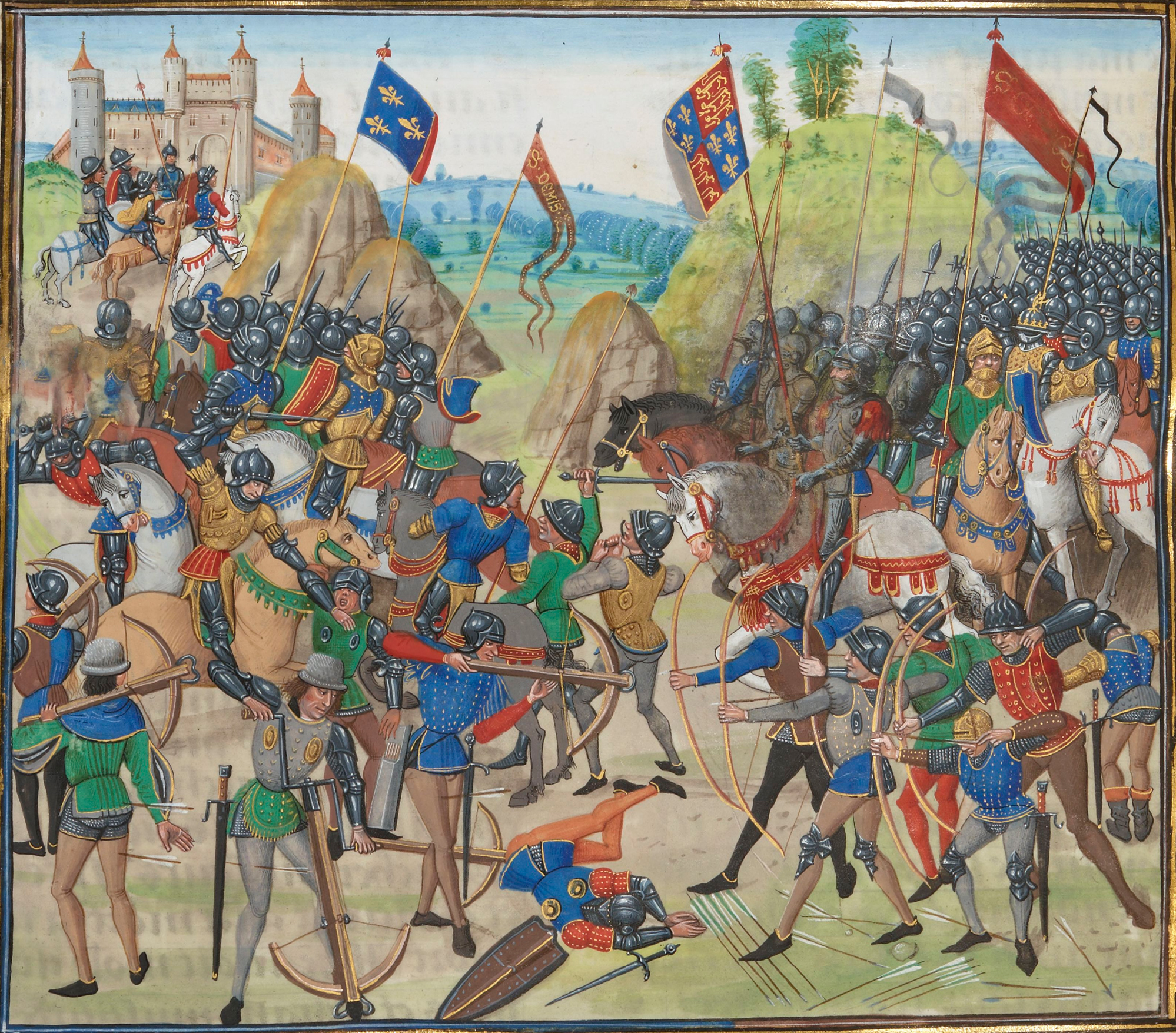
百年戦争の始まり。クレシーの戦いではエドワード3世率いるイングランド軍にフランス軍が大敗を喫した。画像はこの戦いを描いたジャン・フロワサールの『年代記』写本の挿絵。

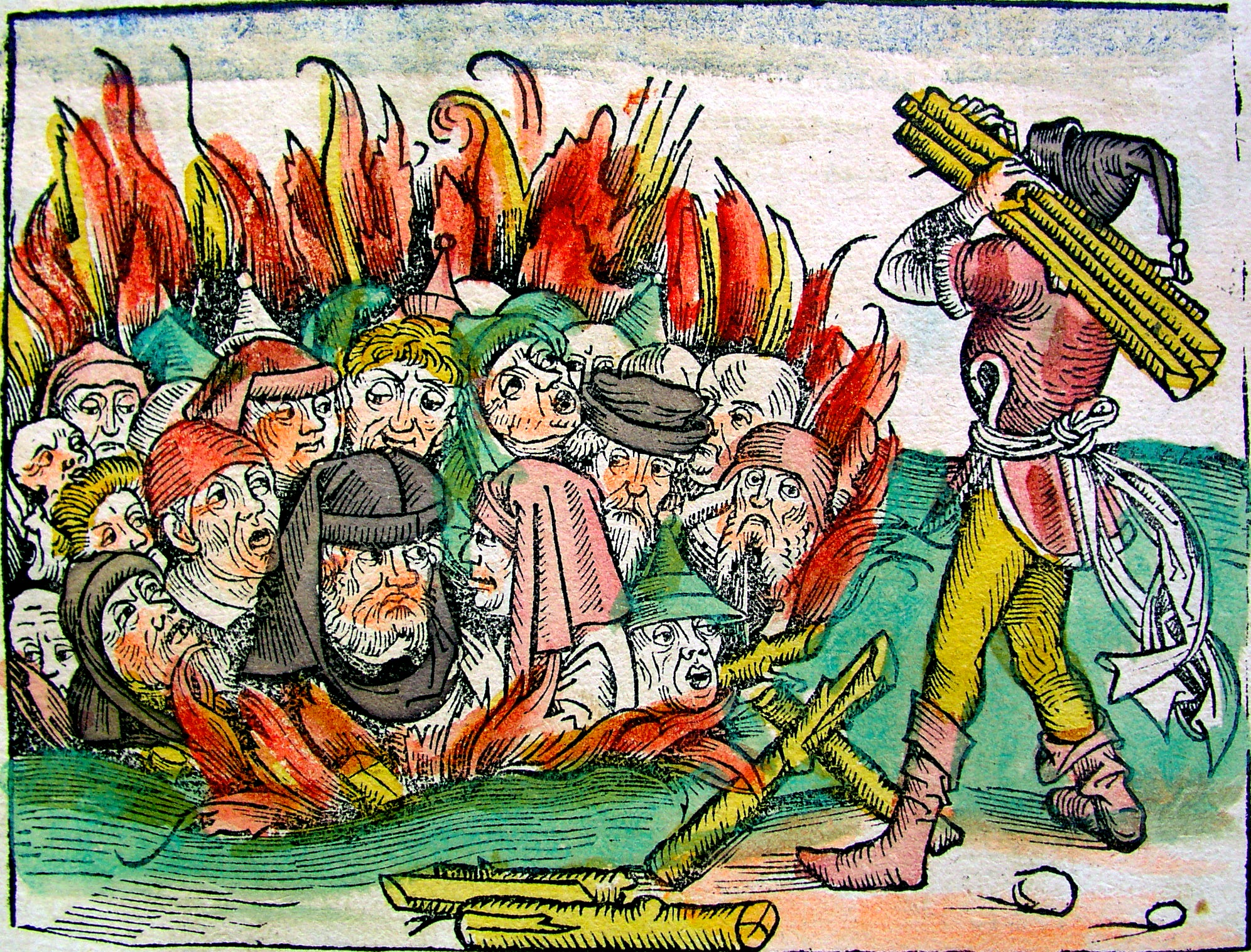
ユダヤ人迫害。中世末期の不穏な情勢の中でスケープゴートとして標的にされたのがユダヤ人であった。画像は15世紀にまとめられた『ニュルンベルク年代記』の木版挿絵で、1338年に起きたバイエルン地方のデッゲンドルフでの「聖餅󠄀冒瀆」の罪により、生きながら火炙りにされたユダヤ人たちが描かれている。

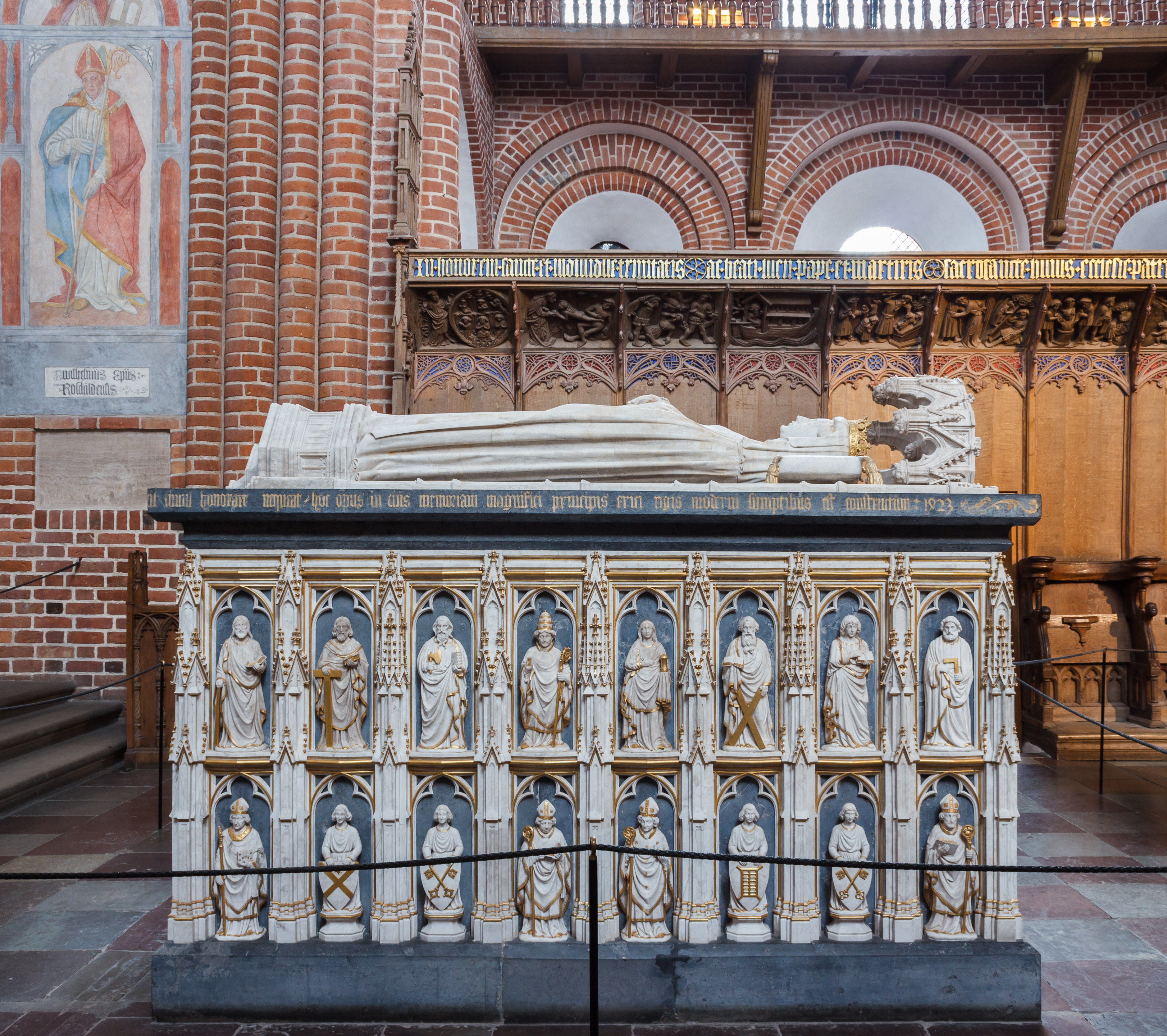
カルマル同盟。デンマーク摂政（事実上の女王）マルグレーテ1世がデンマーク・ノルウェー・スウェーデンの三国を統合した。画像はロスキレ大聖堂に安置されたマルグレーテの石棺。

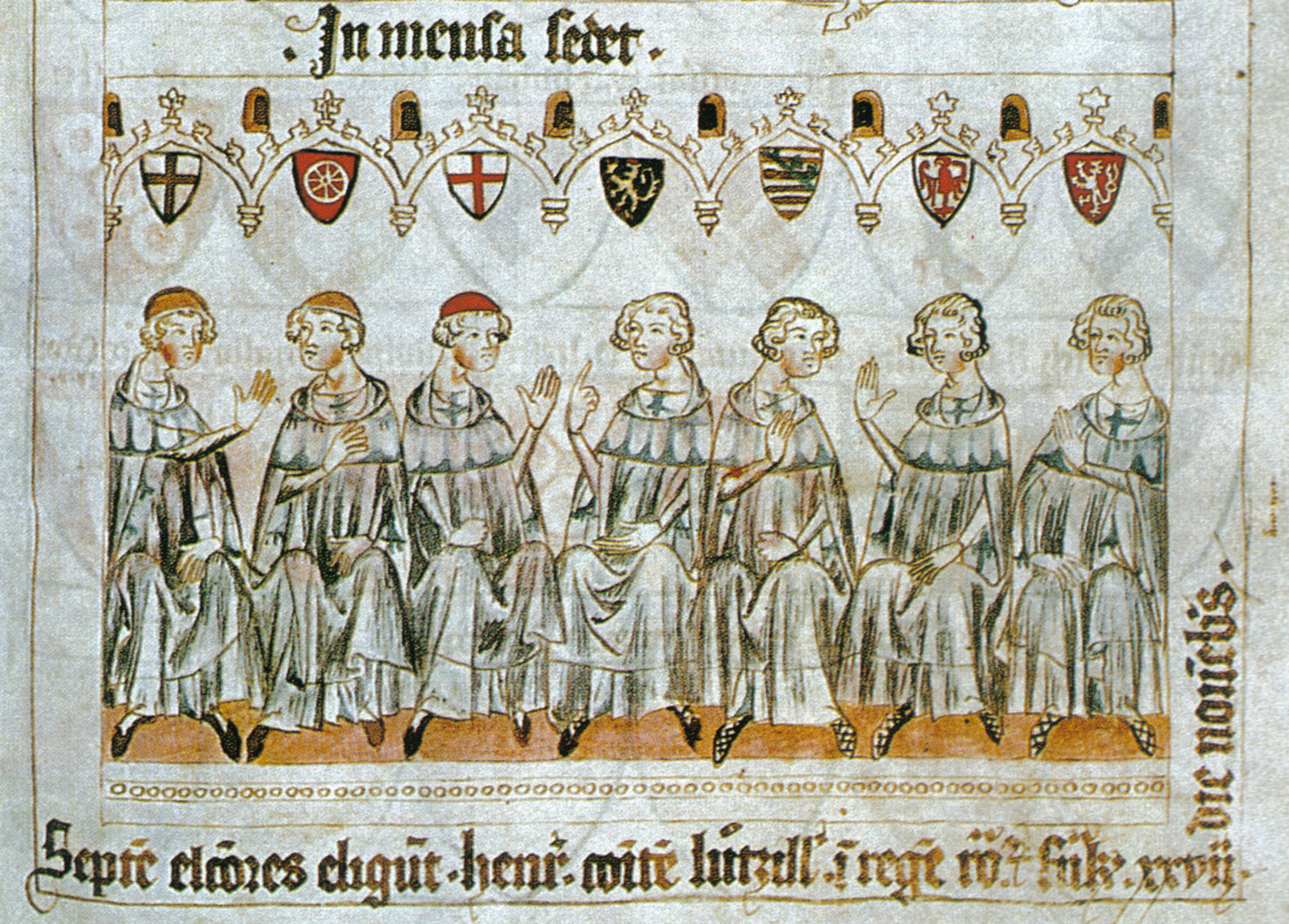
皇帝ハインリヒ7世を選出する七選帝侯。神聖ローマ帝国では諸侯の分権化が強く選帝侯を味方につけることで帝権は維持された。やがてこの選出方法は1356年の金印勅書で法制化されることになる。

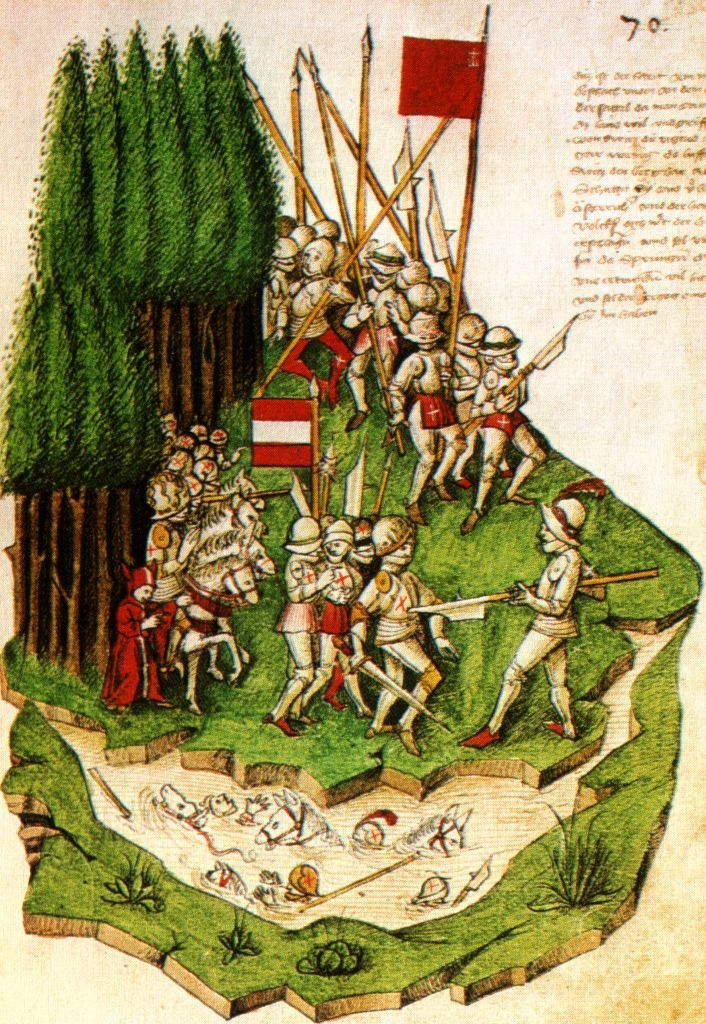
スイスの自立。13世紀末に成立した原初同盟は14世紀にはハプスブルク家との戦いに勝利し自立への道を踏み固めていった。画像は1315年のモルガルテンの戦いを描いたもの。

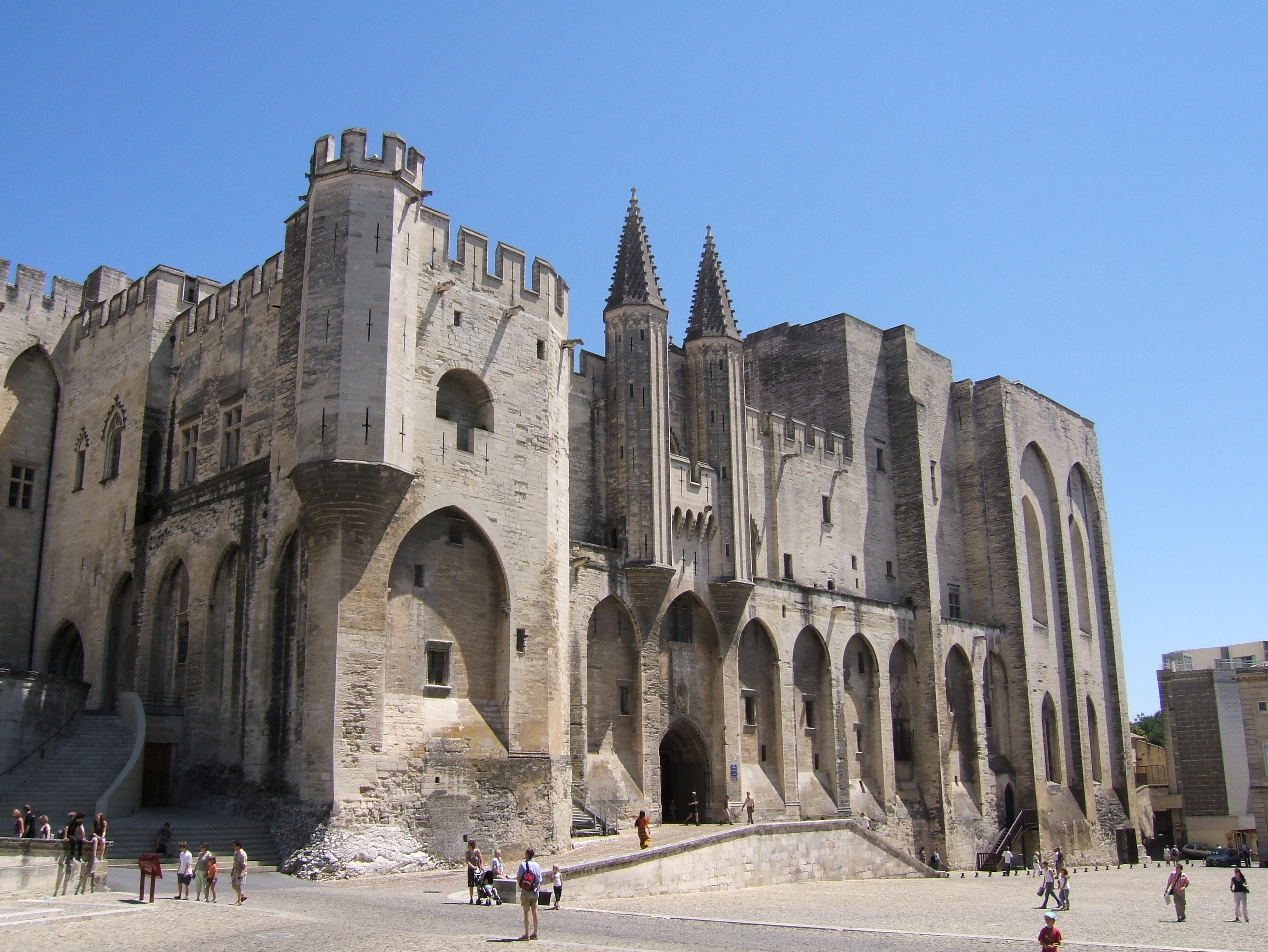
教皇のバビロン捕囚。フランス王フィリップ4世の圧力で教皇クレメンス5世はアヴィニョンに移された。画像はアヴィニョン教皇宮殿の正面入り口。

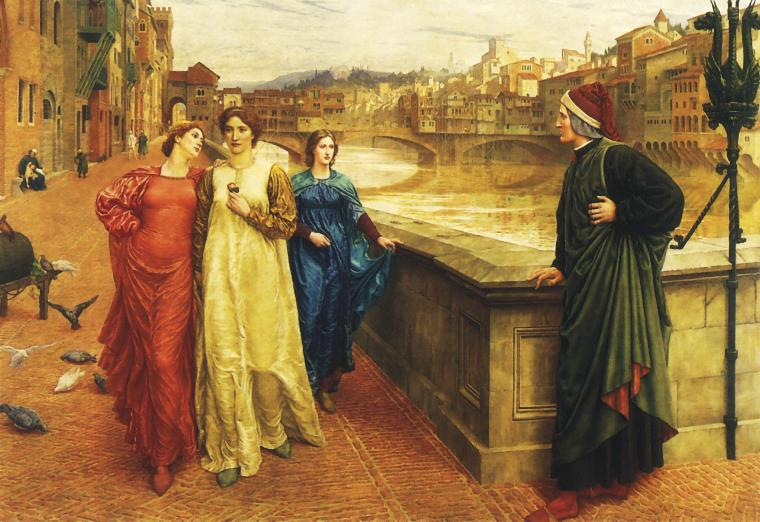
ダンテとベアトリーチェ・ポルティナーリ。ダンテは地獄・煉獄・天国をまわる壮大な『神曲』を書いた詩人。画像は19世紀のヘンリー・ホリデーによる歴史画（ウォーカー・アート・ギャラリー蔵）で、フィレンツェのアルノ川の橋のたもとでベアトリーチェに心寄せるダンテが描かれている。

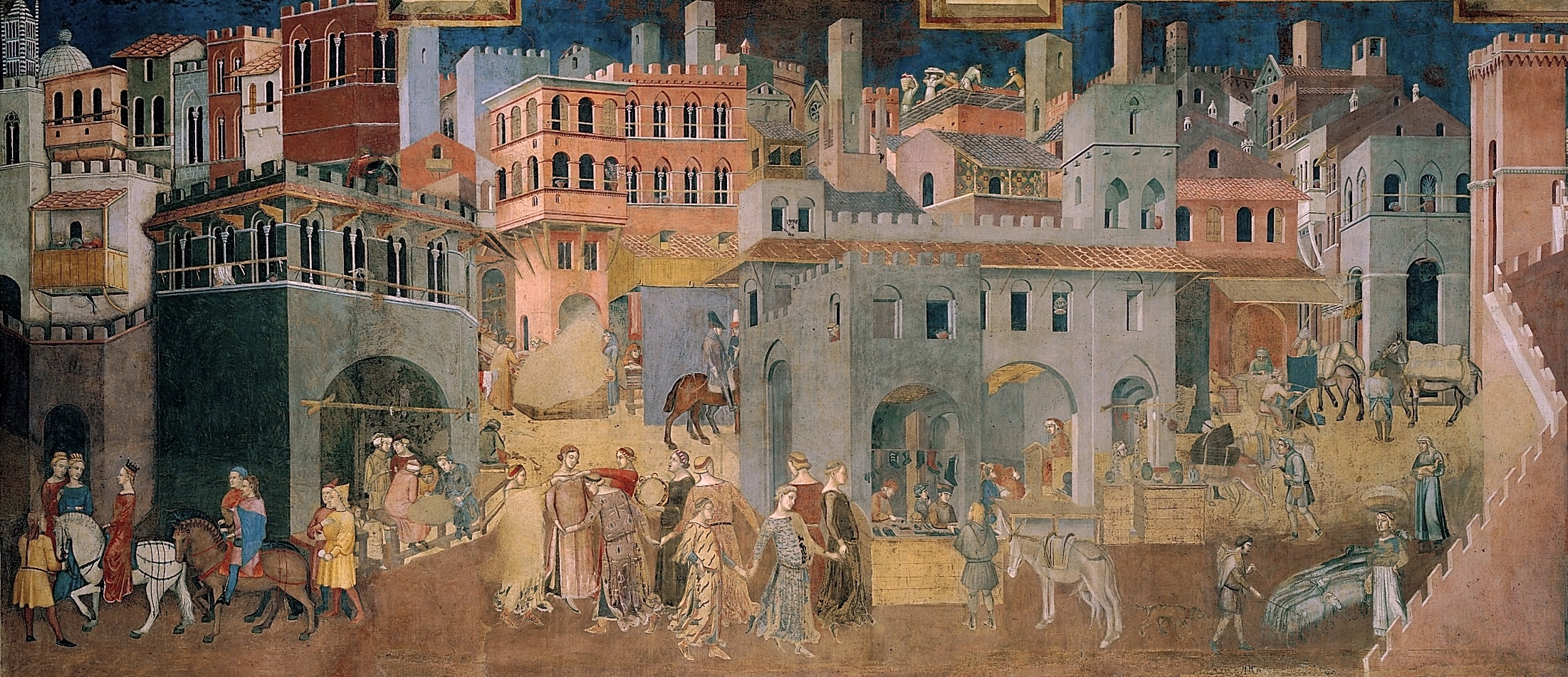
中世都市シエナ。この街は黒死病の被害の影響が大きかったため景観が変化せず中世都市の面影を強く残した街となっている。画像はアンブロージョ・ロレンツェッティによるシエナのプブリコ宮殿（現シエナ市役所）九頭の間の壁画「善政の効果」。

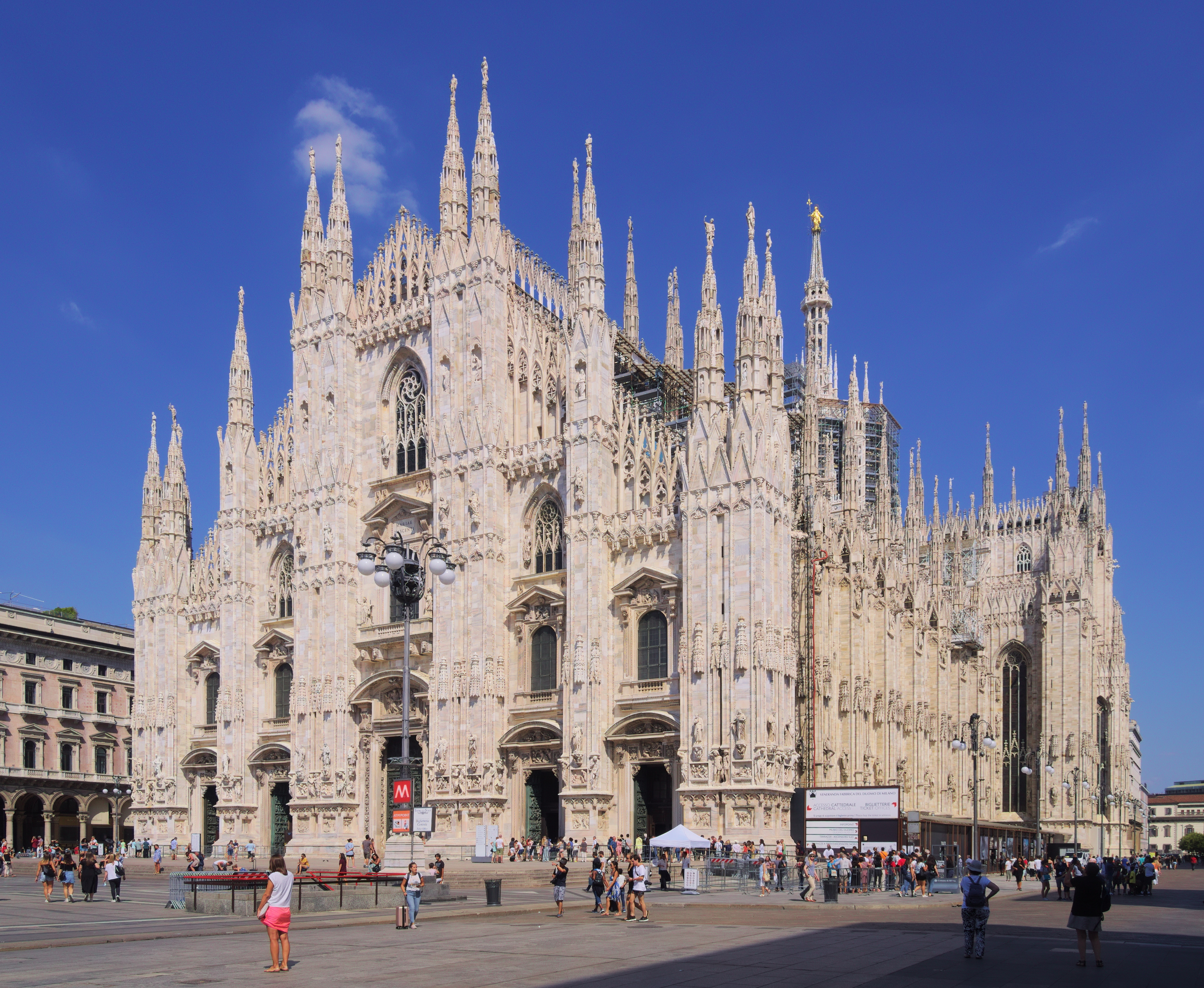
ミラノ大聖堂。1386年からミラノ公ジャン・ガレアッツォ・ヴィスコンティの命により、北方の建築職人も招いてイタリアには珍しい多数の尖塔アーチを聳えさせるゴシック様式で建設が始まった。完成は500年後の1813年のことになるが「ミラノのドゥオモ」の名で親しまれている。

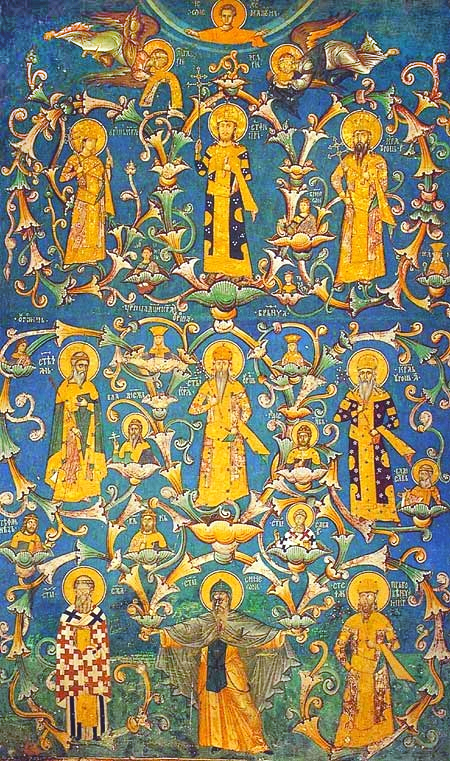
セルビア人の帝国。ネマニッチ朝のステファン・ウロシュ4世ドゥシャンは東ローマ帝国を抑えバルカン最強の国家を樹立した。画像はウロシュ4世により創建されたコソボのデチャニ修道院にあるネマニッチ一族の系譜を描いたフレスコ画。

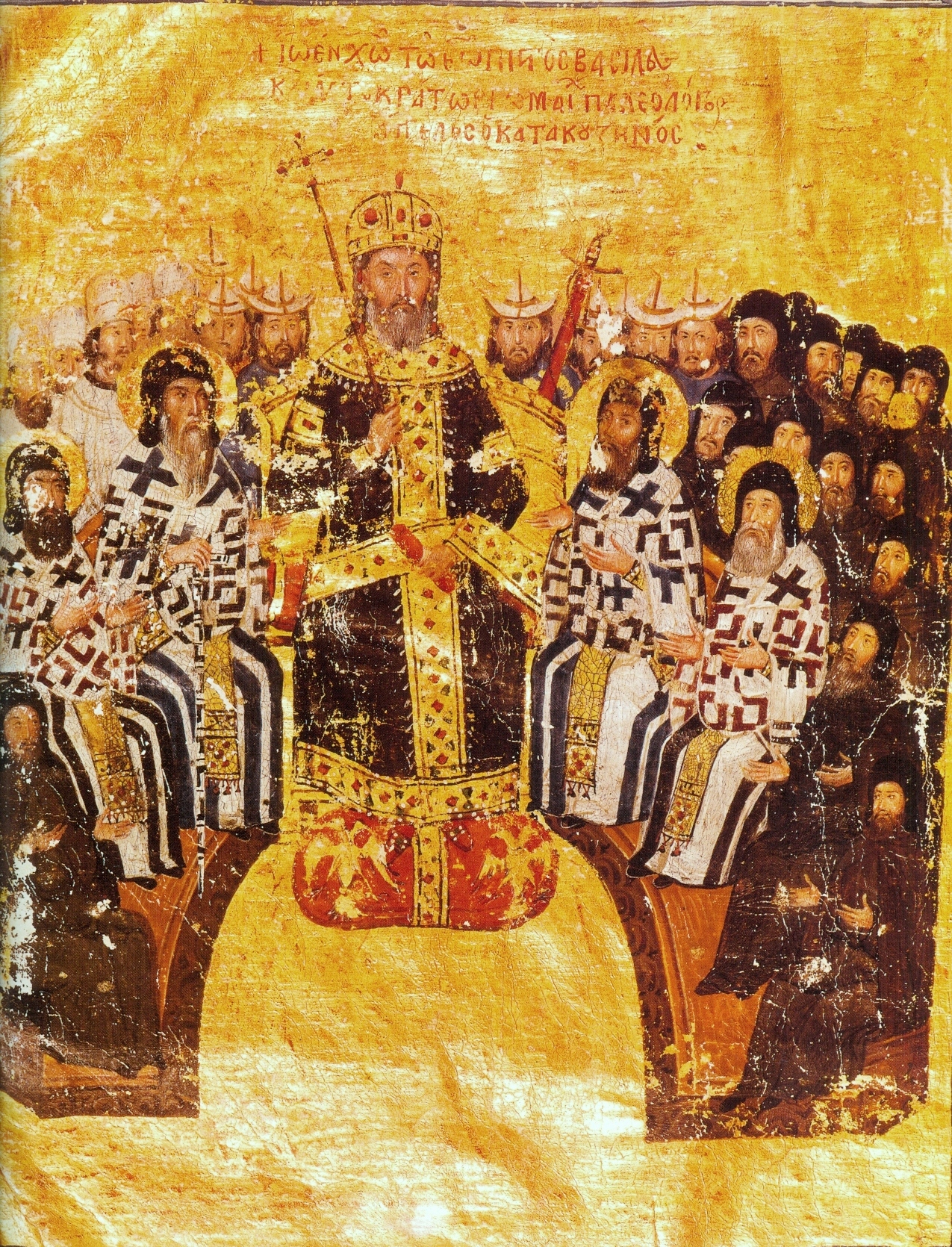
落日の東ローマ帝国。周辺諸国に圧迫されるとともに帝位をめぐる内乱でこの国はバルカンの小国家に転落した。画像は1351年のヘシュカスモス論争についての教会会議を召集する皇帝ヨハネス6世カンタクゼノス。

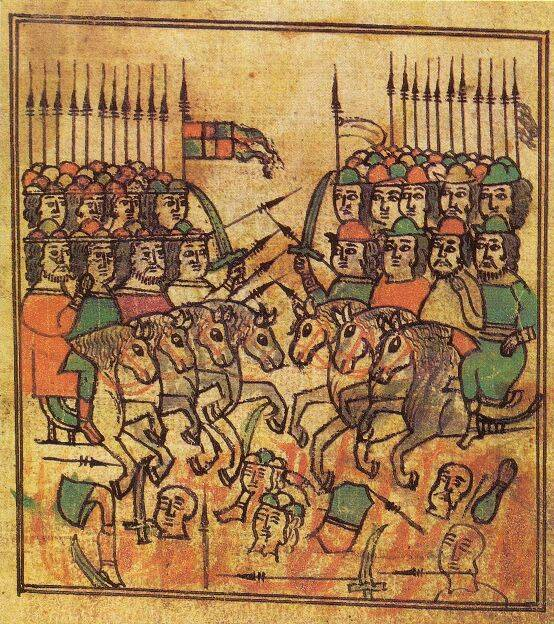
クリコヴォの戦い。モスクワ大公ドミートリー・ドンスコイ率いるルーシ諸侯連合軍がママイ率いるジョチ・ウルス軍に大勝した。この勝利は「タタールの軛」からロシアが自立する第一歩となった。画像は17世紀に描かれた挿絵。

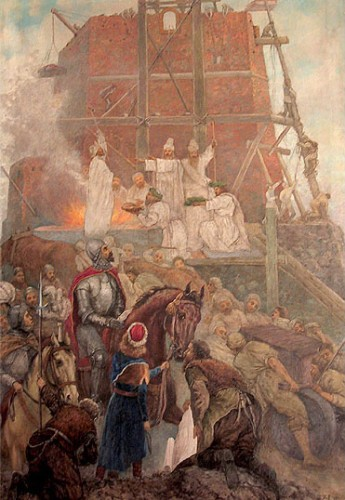
ヨーロッパ最後の異教大国リトアニア。東西両教会に挟まれたリトアニアでは古来の信仰を堅持した大公ゲディミナスが均衡を保って統治を行っていた。画像は都ヴィリニュスを建設するゲディミナスを描いた歴史画。

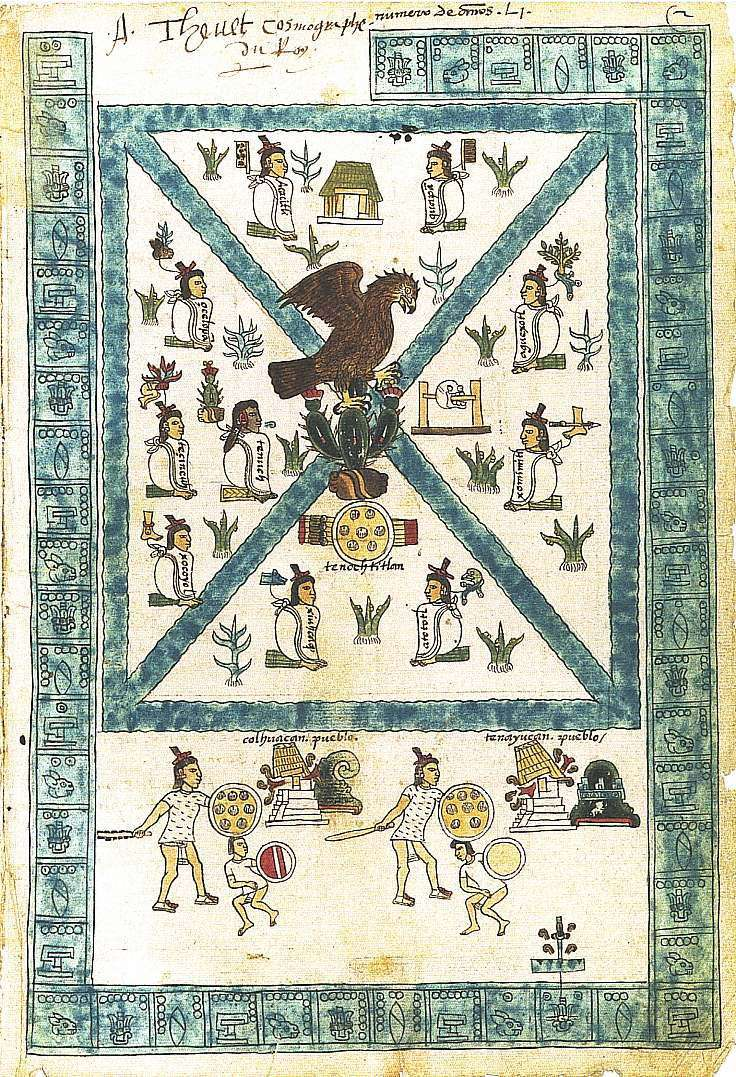
アステカ帝国の勃興。アステカ人はウィツィロポチトリの神託に従い、蛇を咥えた鷲がサボテンに止まった地を探し当て、テスココ湖を干拓し都テノチティトランを築いた。画像はその様子が描かれた16世紀の「メンドーサ写本」。

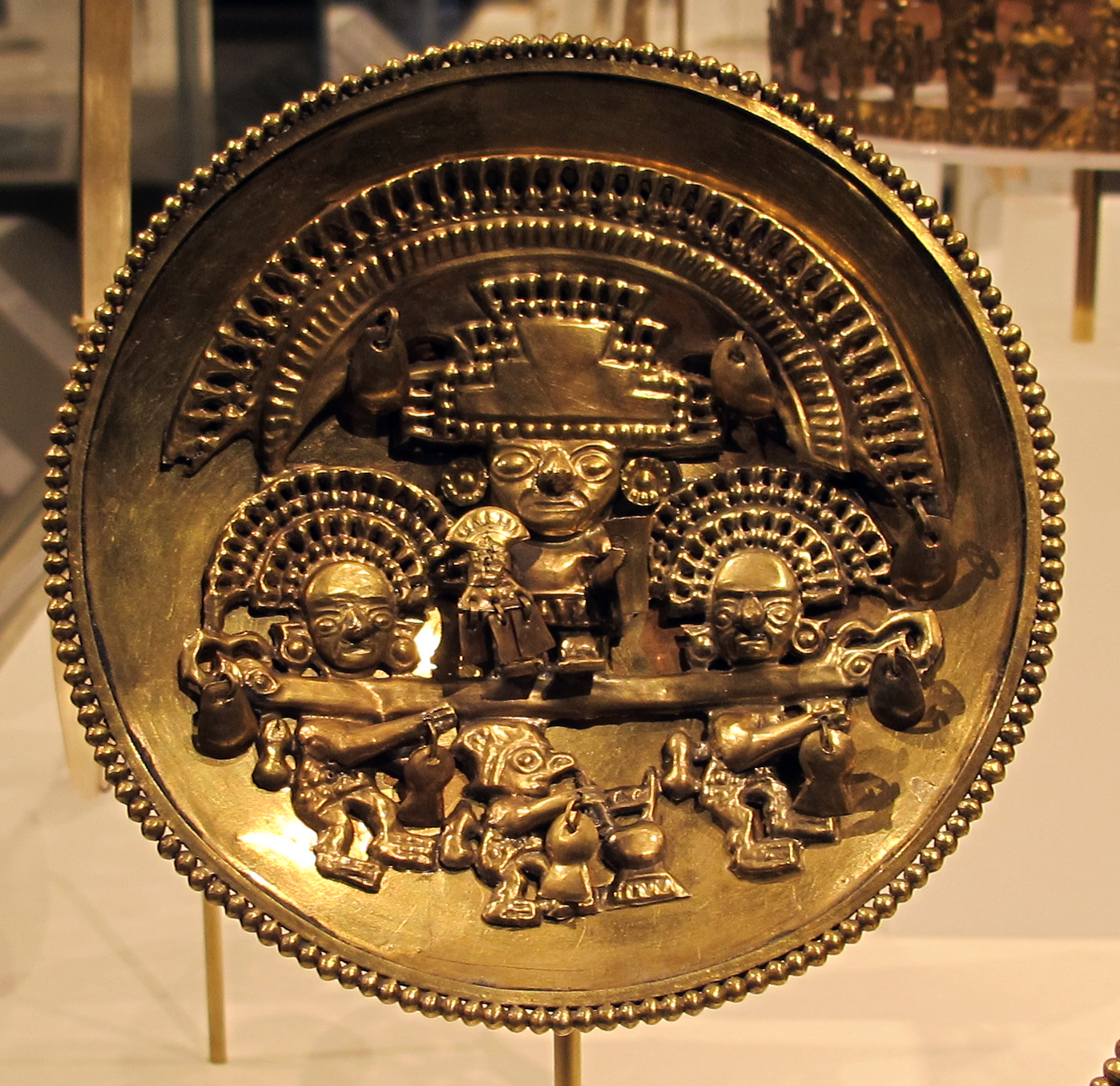
チムー王国。モチェ文化の流れを汲みインカ帝国に先立ってペルー北部の沿岸地帯を支配した王国で金属加工に優れていた。画像はチムー王国で用いられた装飾用の金製品（メトロポリタン美術館蔵）。

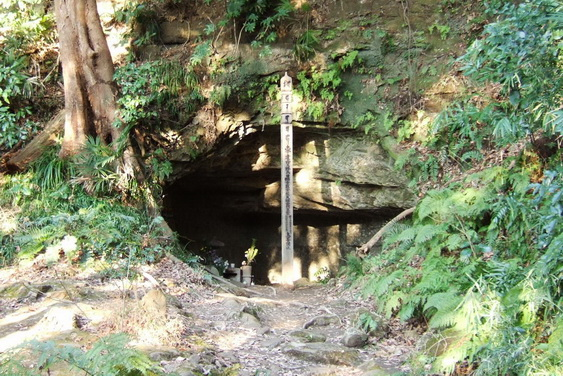
鎌倉幕府の滅亡。有力御家人の離反が続く中で、新田義貞により稲村ヶ崎の防衛線が突破されると、鎌倉市街は炎上し、得宗高時ら北条一族の自刃が相次いだ。画像は最後の合戦が行われた東勝寺の腹切りやぐら。

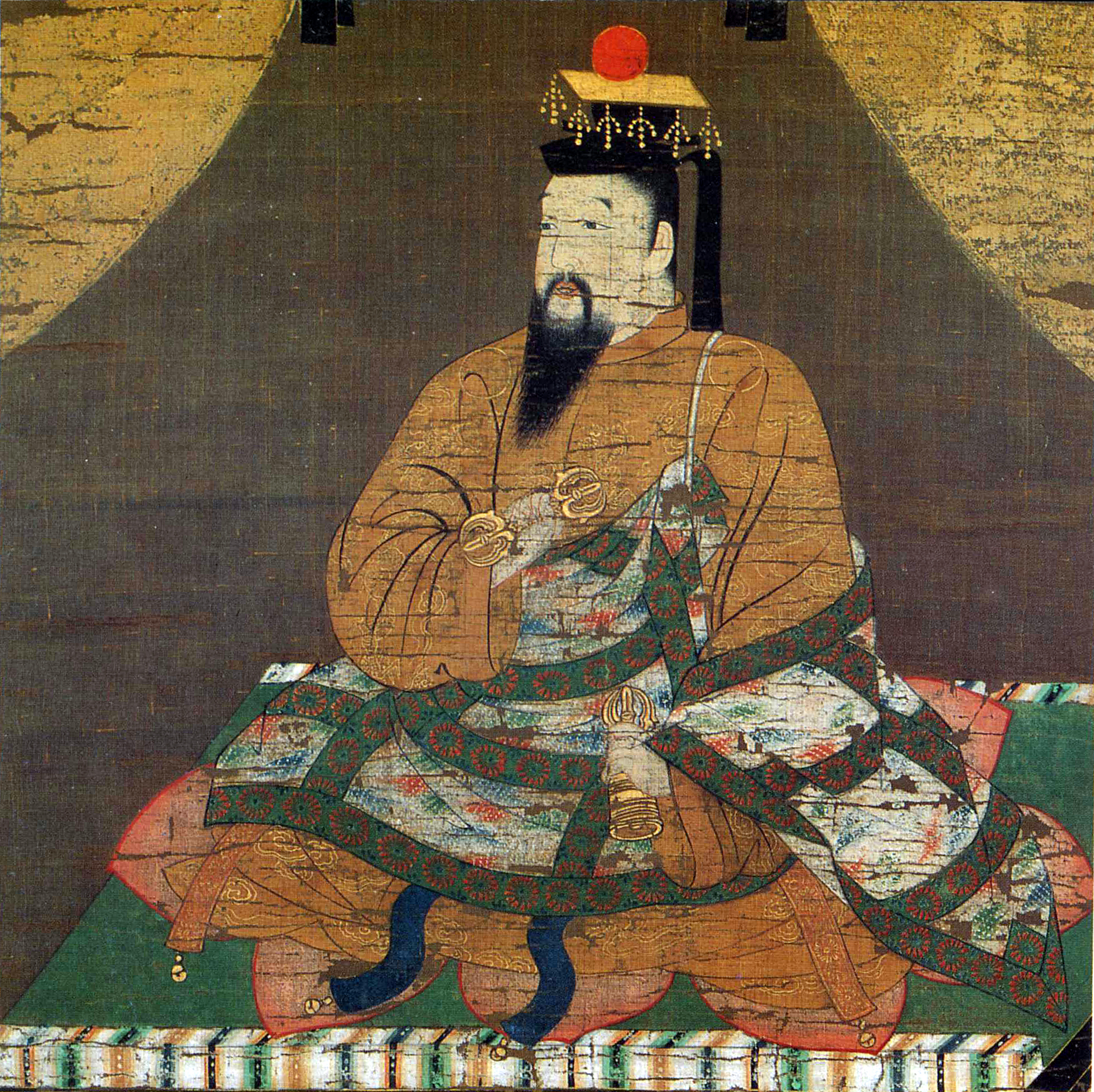
後醍醐天皇。鎌倉幕府を亡ぼし建武の新政を行ったが、政権崩壊後には逃れて吉野に南朝を立てた。画像は清浄光寺所蔵の肖像画。

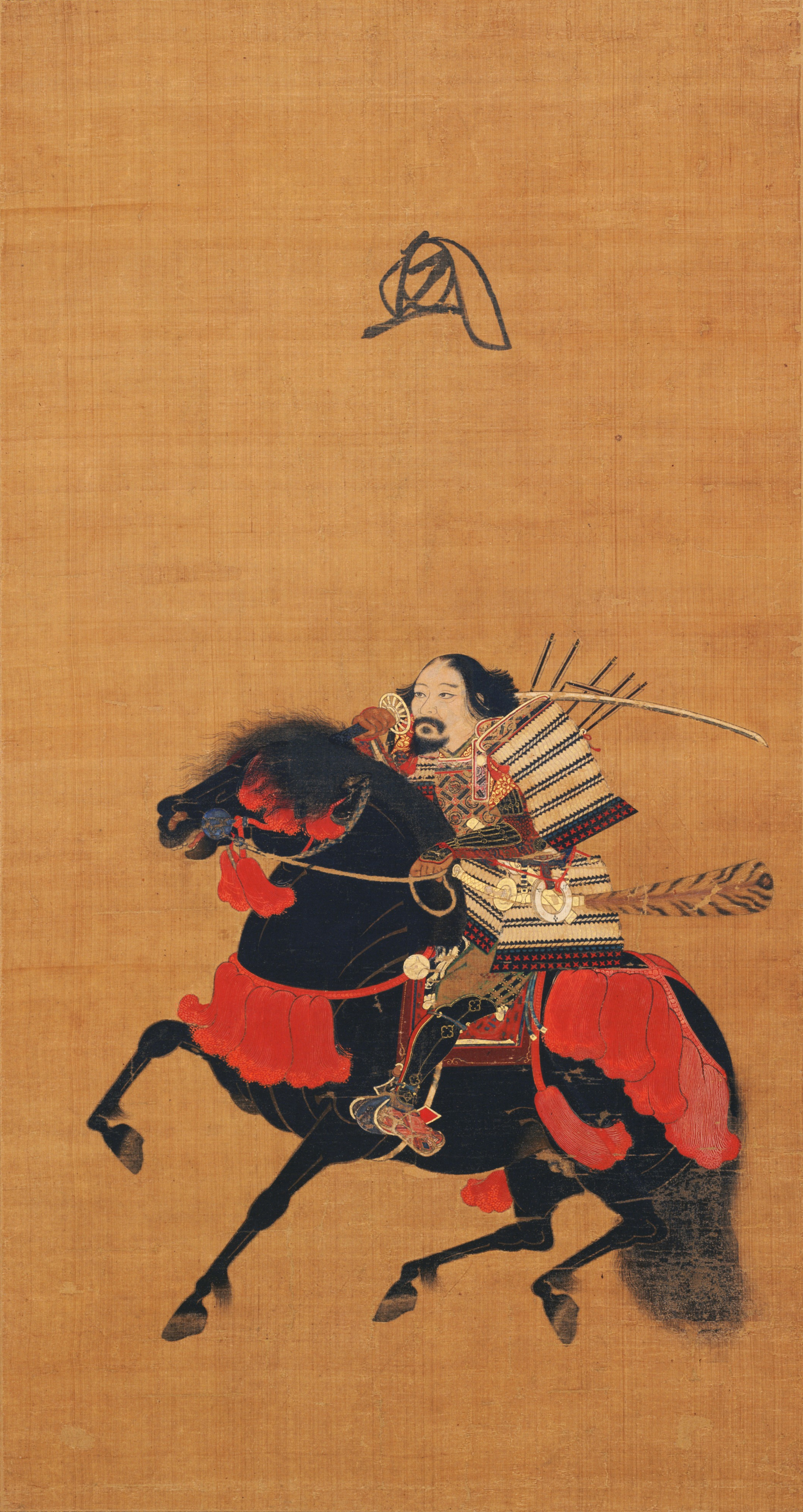
「騎馬武者像」。総髪で抜身の太刀を肩にかけた合戦後の武士を描いた作品として知られ、長らく足利尊氏を描いたものとされていたが、近年は高師直や他の人物の説も上がっている。京都国立博物館の所蔵で重要文化財ともなっている。

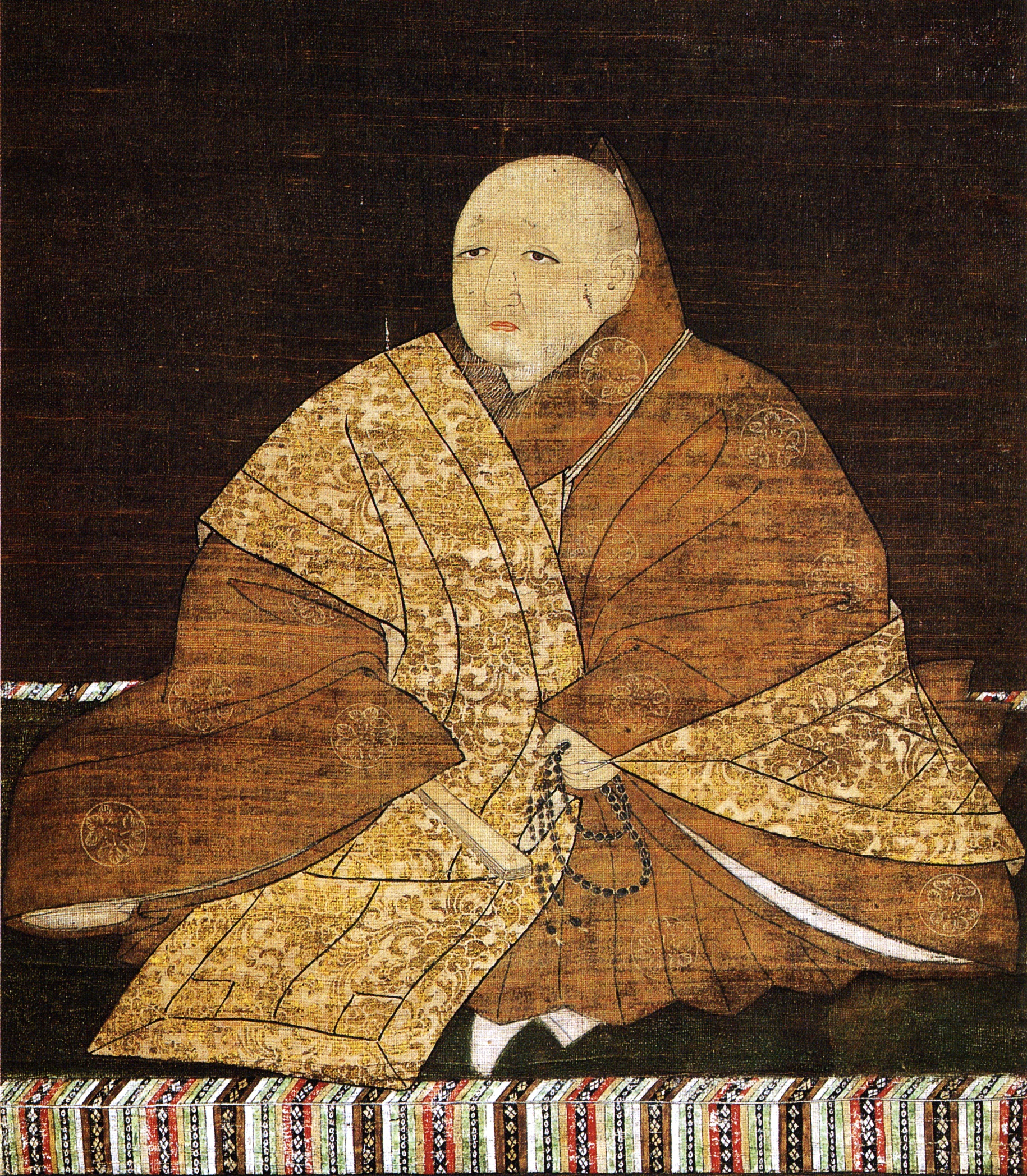
足利義満。室町幕府3代将軍で南北朝の統一を行い、将軍位を息子義持に譲ってからも法体で実際の政治を握っていた。画像は鹿苑寺所蔵の肖像画。

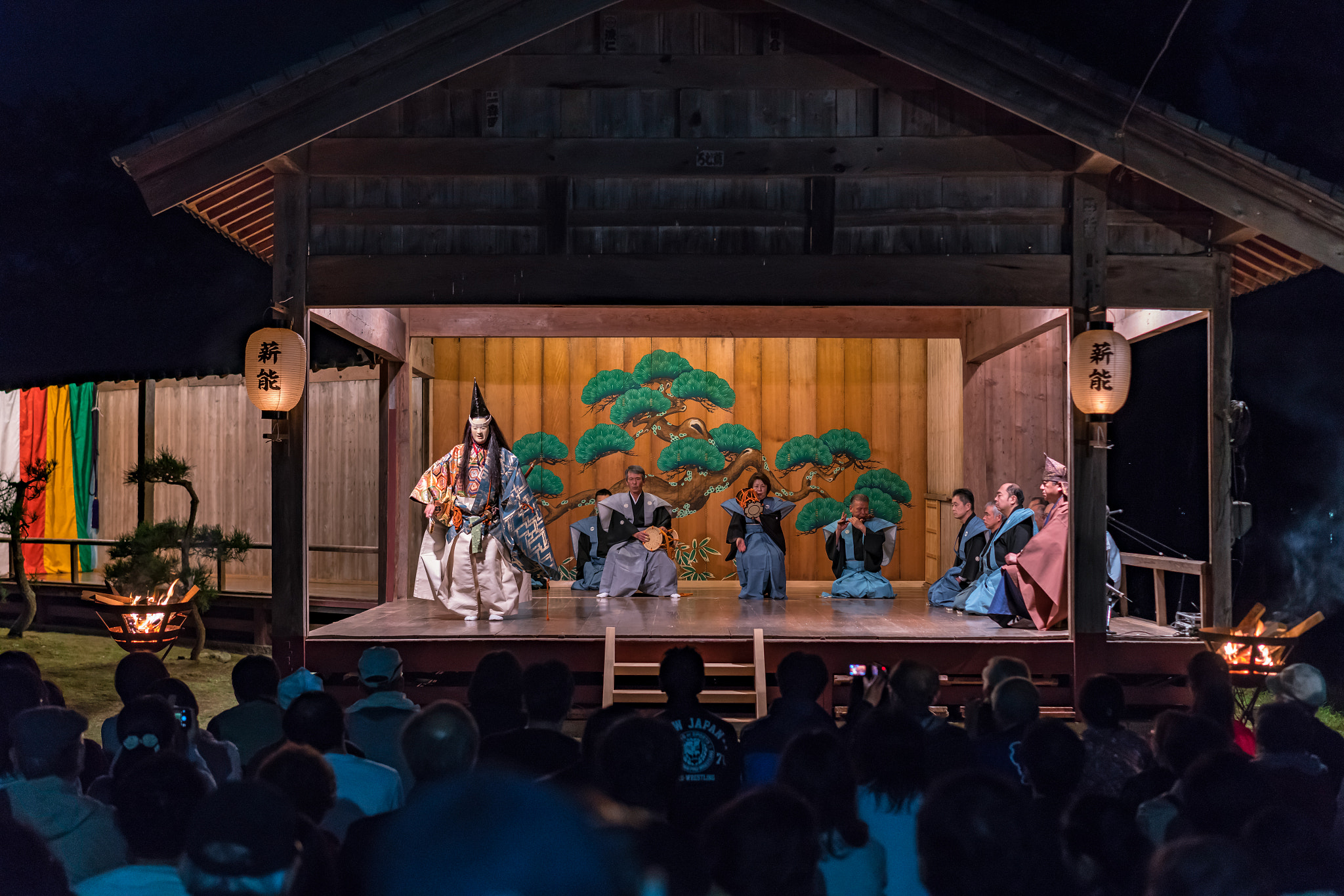
能楽の大成。当時猿楽と呼ばれたこの芸能は観阿弥・世阿弥の親子二代の下で発展した。特に世阿弥は二条良基や足利義満の庇護を受け洗練された芸風を極めた。画像は現在の能舞台での様子。

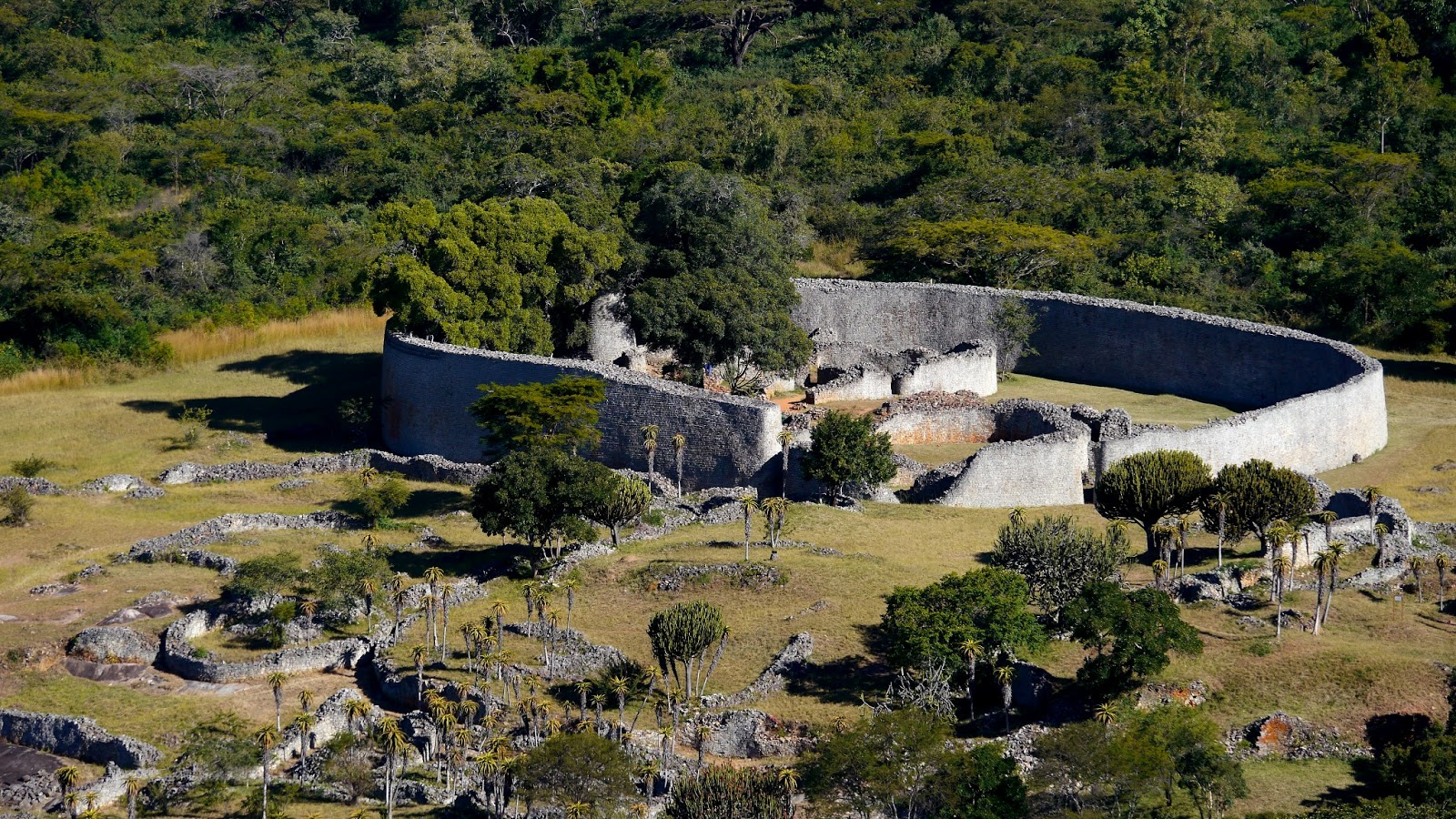
グレート・ジンバブエ遺跡。サビ川上流のジンバブエ高原に作られた石造遺跡で、ジンバブエとはショナ語で「石の家」を意味する。イスラムや中国の元・明時代の陶磁器が出土することでも知られる。画像は遺跡を取り囲む「大囲壁」の全景写真。

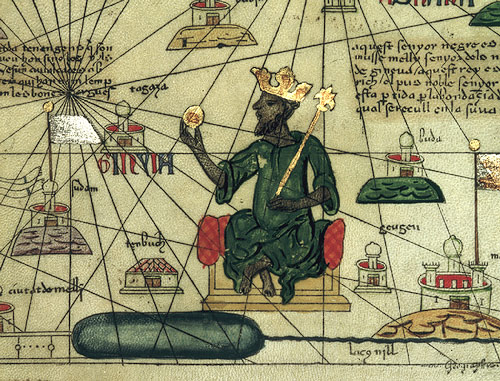
西アフリカのマリ王国の王マンサ・ムーサ。イスラム教徒としてメッカに巡礼に向かう旅路で途方もない黄金を惜しみなく使った逸話で知られる。画像は1375年に中世の世界地図（マッパ・ムンディ）の様式で描かれた「カタロニア地図」のマンサ・ムーサ。

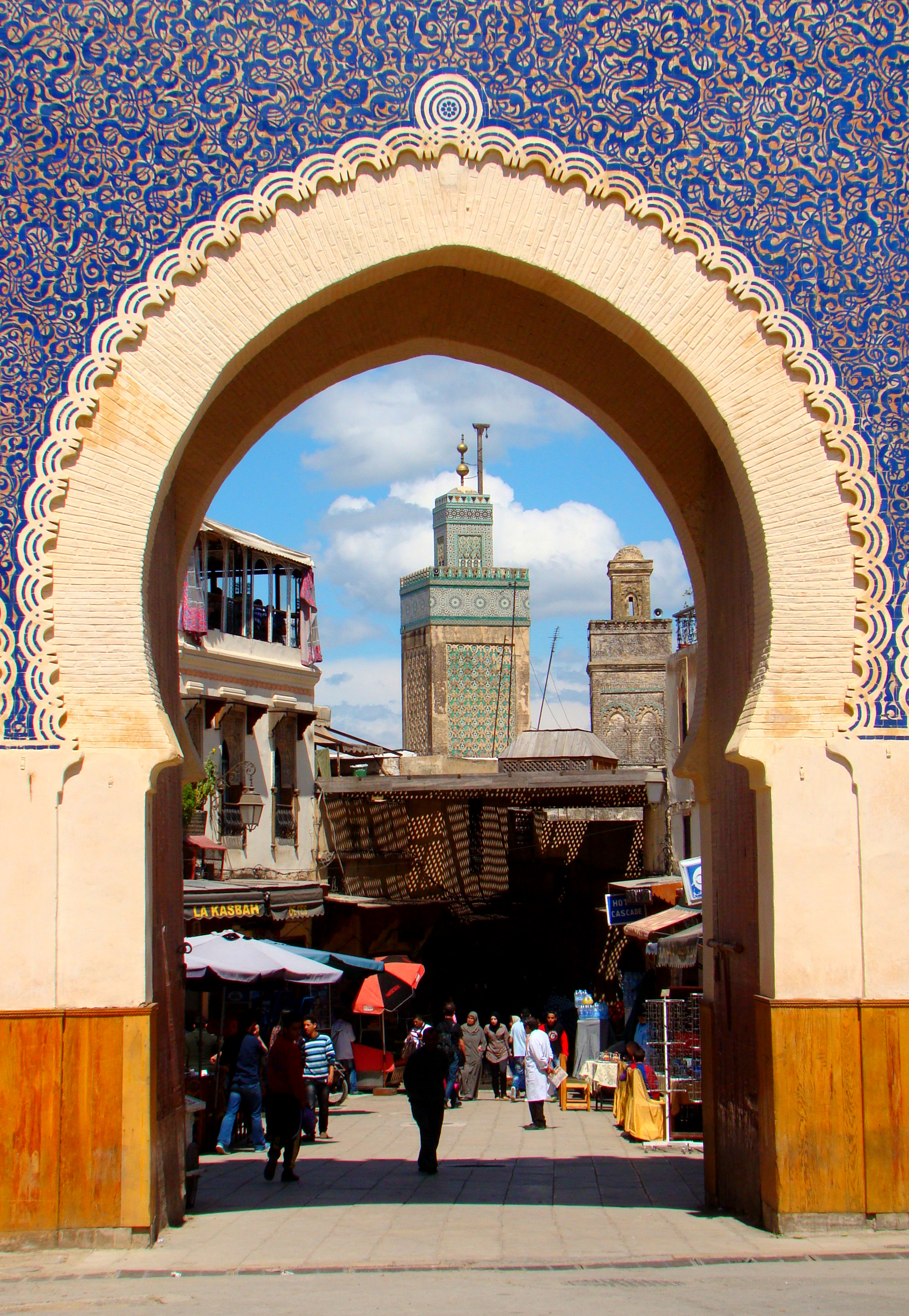
マリーン朝のフェス。ムワッヒド朝に代わりマグリブを制圧したマリーン朝はマラケシュからフェスに都を遷した。画像はスルタンのアブー・イナーン・ファーリスによって建てられた学院のブー・イナーニーヤ・マドラサのミナレット。

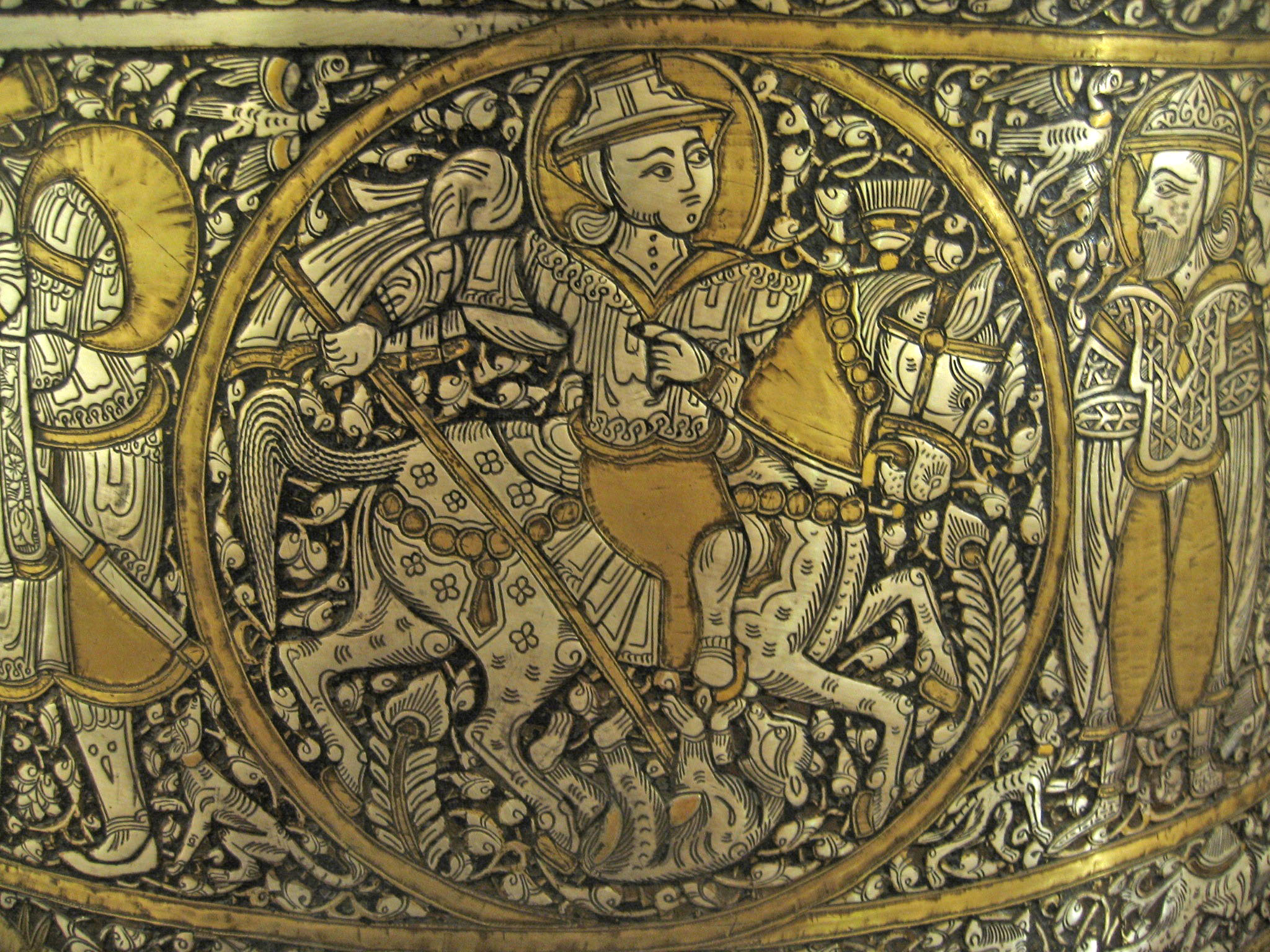
「聖王ルイの洗礼盤」。フランス歴代国王が実際に用いた洗礼盤だが、聖王ルイの時代より正確には半世紀ほど後のもので、マムルーク朝時代のエジプトまたはシリアで作られたイスラム工芸を代表する名品。現在はルーヴル美術館が所蔵している。

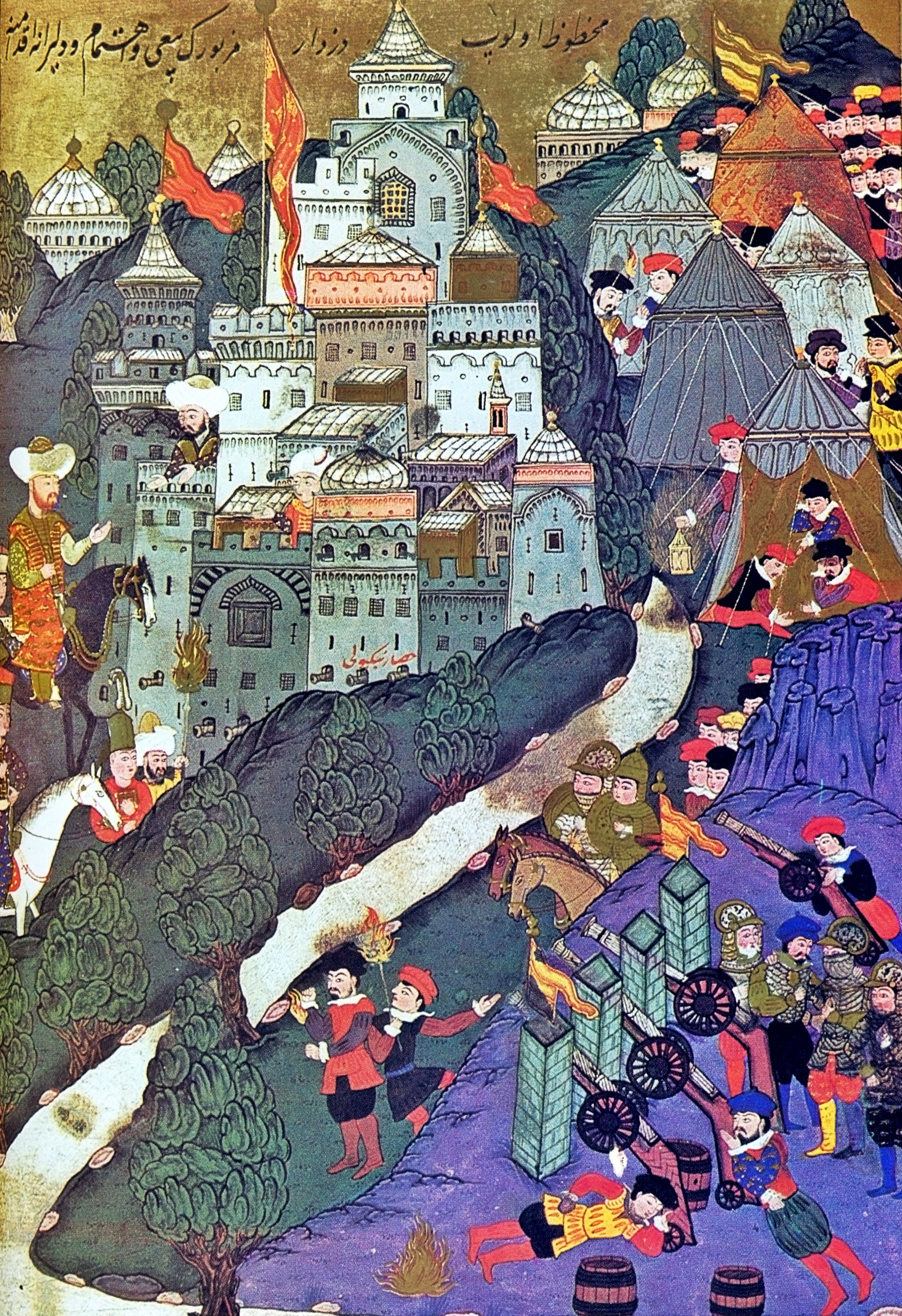
オスマン朝の拡大。小アジアから起こったオスマン朝はバヤジット1世の時代までにバルカン諸国を臣従させ、ニコポリスの戦いではキリスト教徒連合軍に大勝を収めた。画像はトプカプ宮殿博物館所蔵の細密画に描かれたニコポリスの戦い。

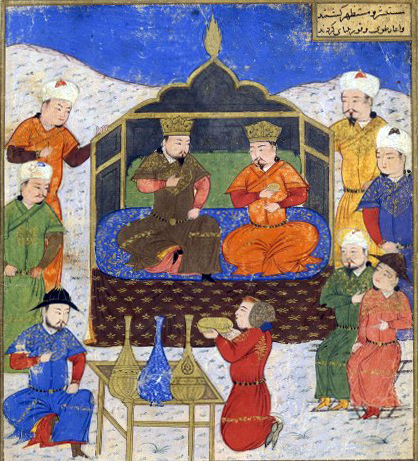
『集史』の編纂。イル・ハン国の宰相で歴史家ラシードゥッディーンはその当時の知られていた世界の歴史を『集史』としてまとめ上げた。画像は彼が仕えたイル・ハン国の君主ガザンとオルジェイトゥの兄弟を描いた『集史』の挿絵。

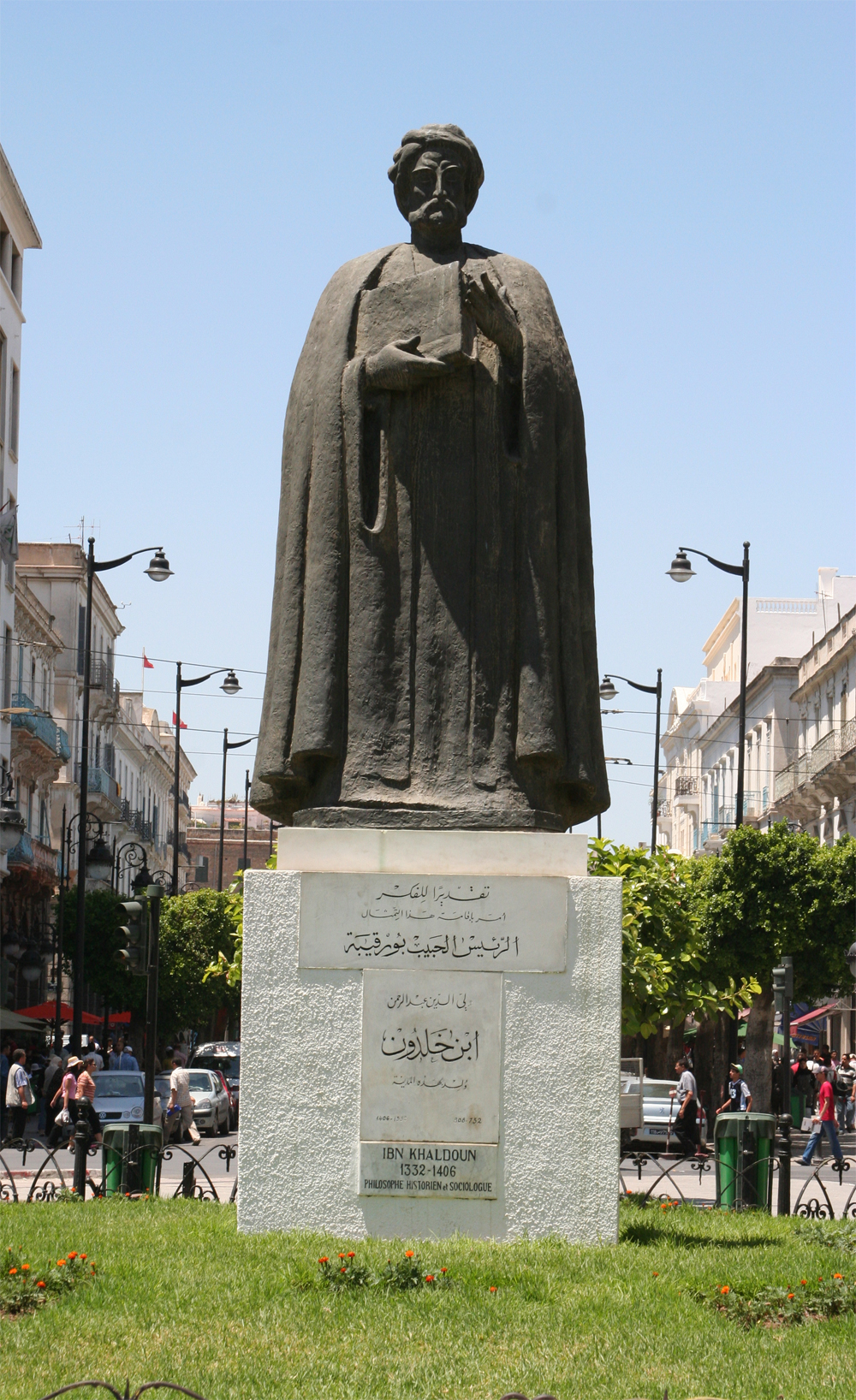
歴史家イブン・ハルドゥーン。北アフリカからイベリア半島そしてエジプトからシリアを遍歴し、政治家として活躍する一方で、連帯意識（アサビーヤ）を軸とする変転極まりない社会や経済の考察から歴史学の構築に取り組んだ。画像は故郷チュニスに建てられた銅像。

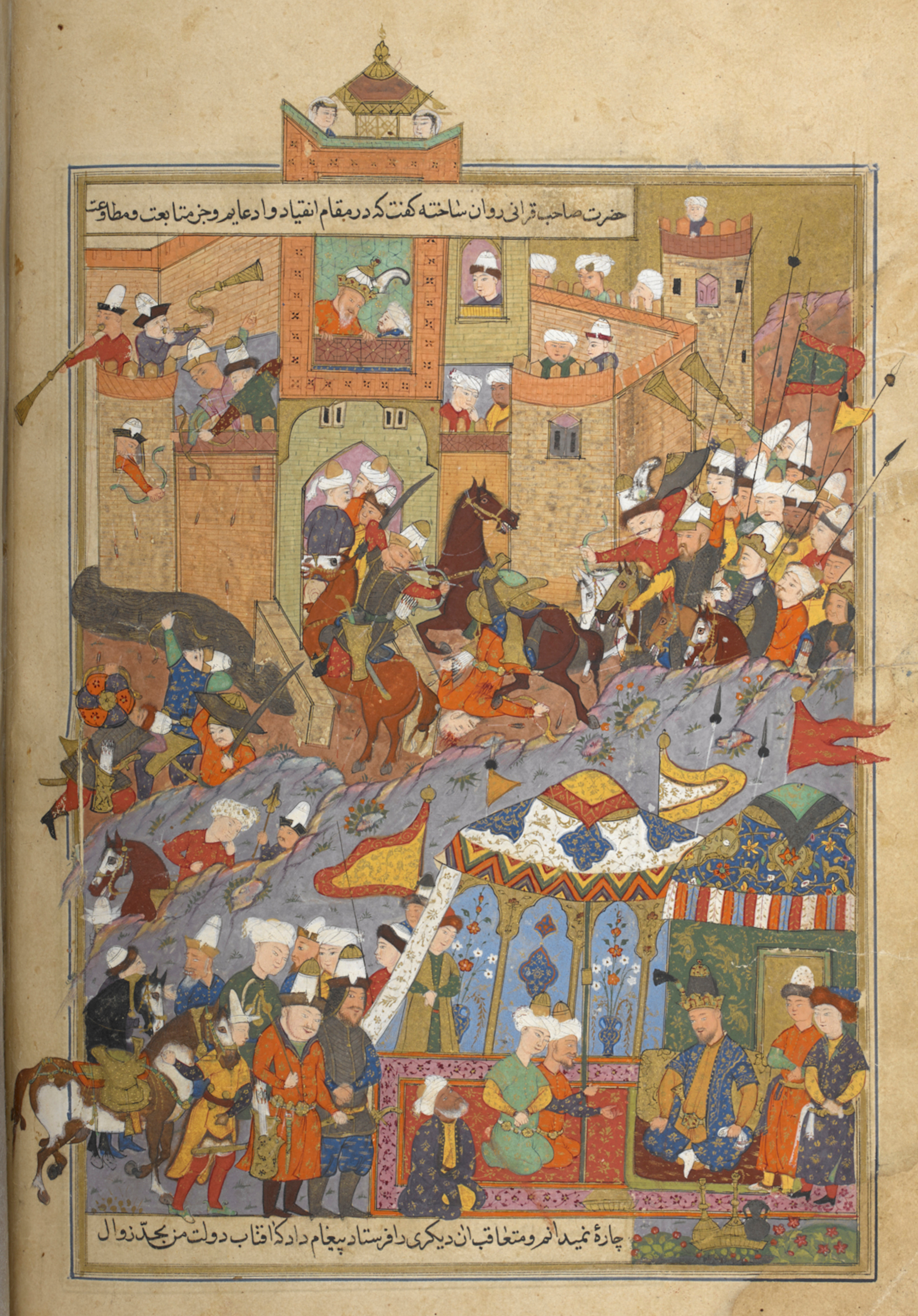
草原の英雄ティムール。モンゴル帝国の分裂後の中央アジア・西アジアはティムールによって統一された。画像は1370年のバルフ包囲戦を描いたホーンダミール『清浄園』の16世紀の写本の挿絵。

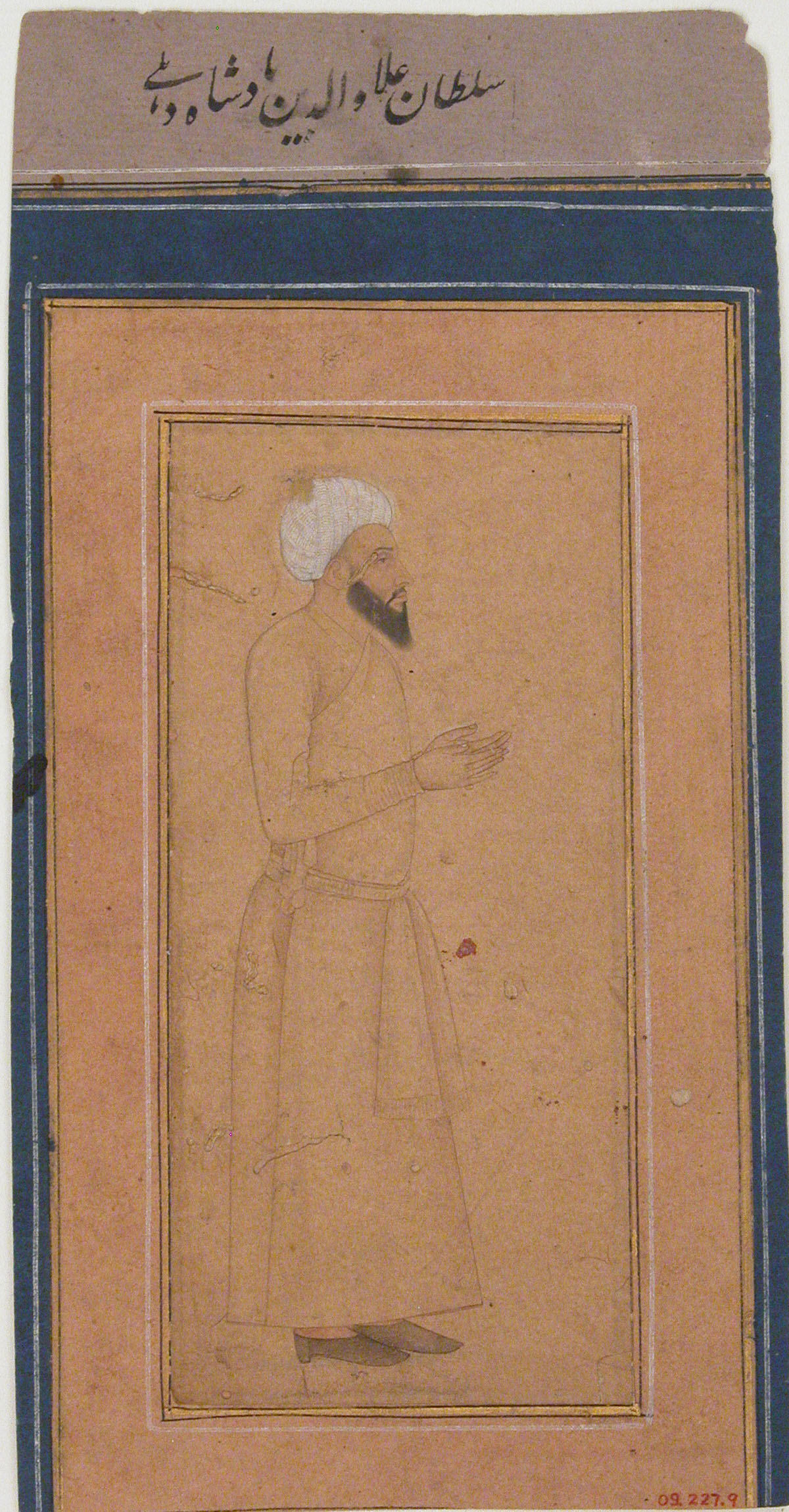
アラー・ウッディーン・ハルジー。ハルジー朝の君主として、モンゴルを撃退し、南インドのヒンドゥー教国家を次々と服属させた。その統治は冷徹だが果断な人物であった。画像はメトロポリタン美術館にある挿絵の肖像画。

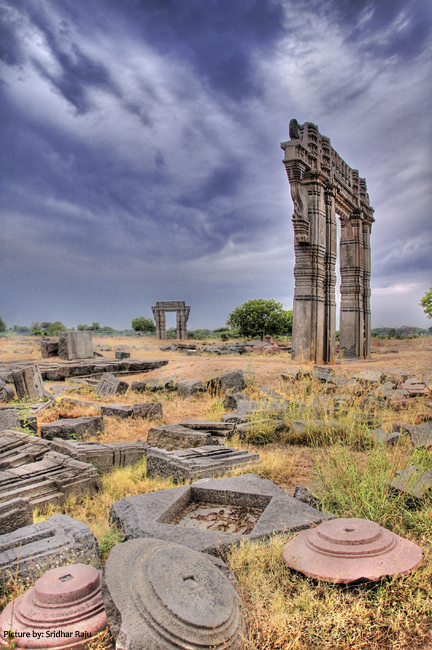
ワランガルの落日。14世紀前半のハルジー朝とトゥグルク朝の南征はインド南部のヒンドゥー教国家を圧倒した。カーカティーヤ朝もその一つで、繁栄を誇った都ワランガルは制圧され廃墟となった。画像はワランガル門(カーカティーヤ・カラ・トラナム）とワランガルの要塞跡。

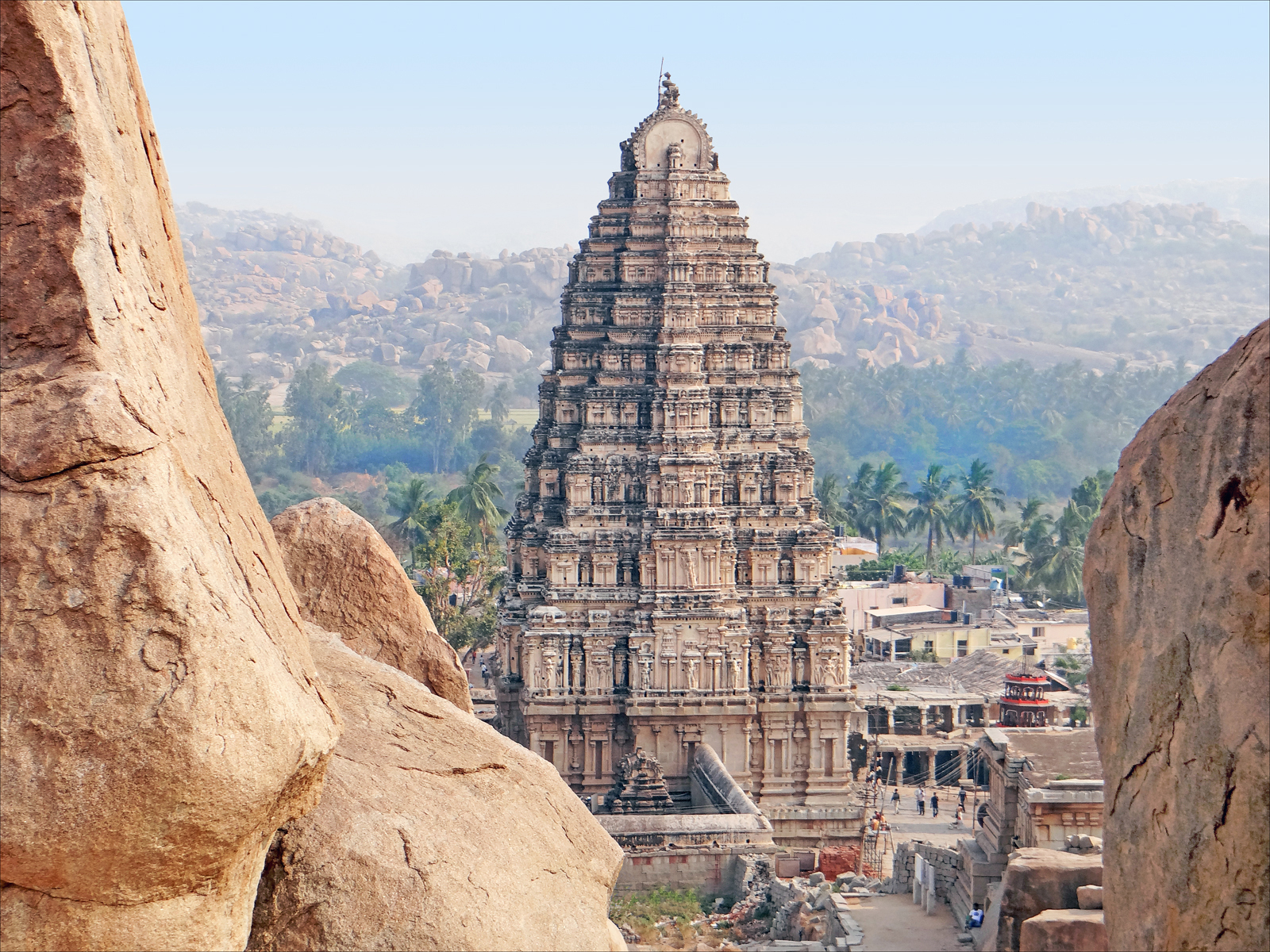
ヴィジャヤナガル王国の興隆。14世紀の半ばまでにこの王国の発展のもと南インドのヒンドゥー教は活気を取り戻した。画像はその都ヴィジャヤナガル（ハンピ）のヴィルーパークシャ寺院。

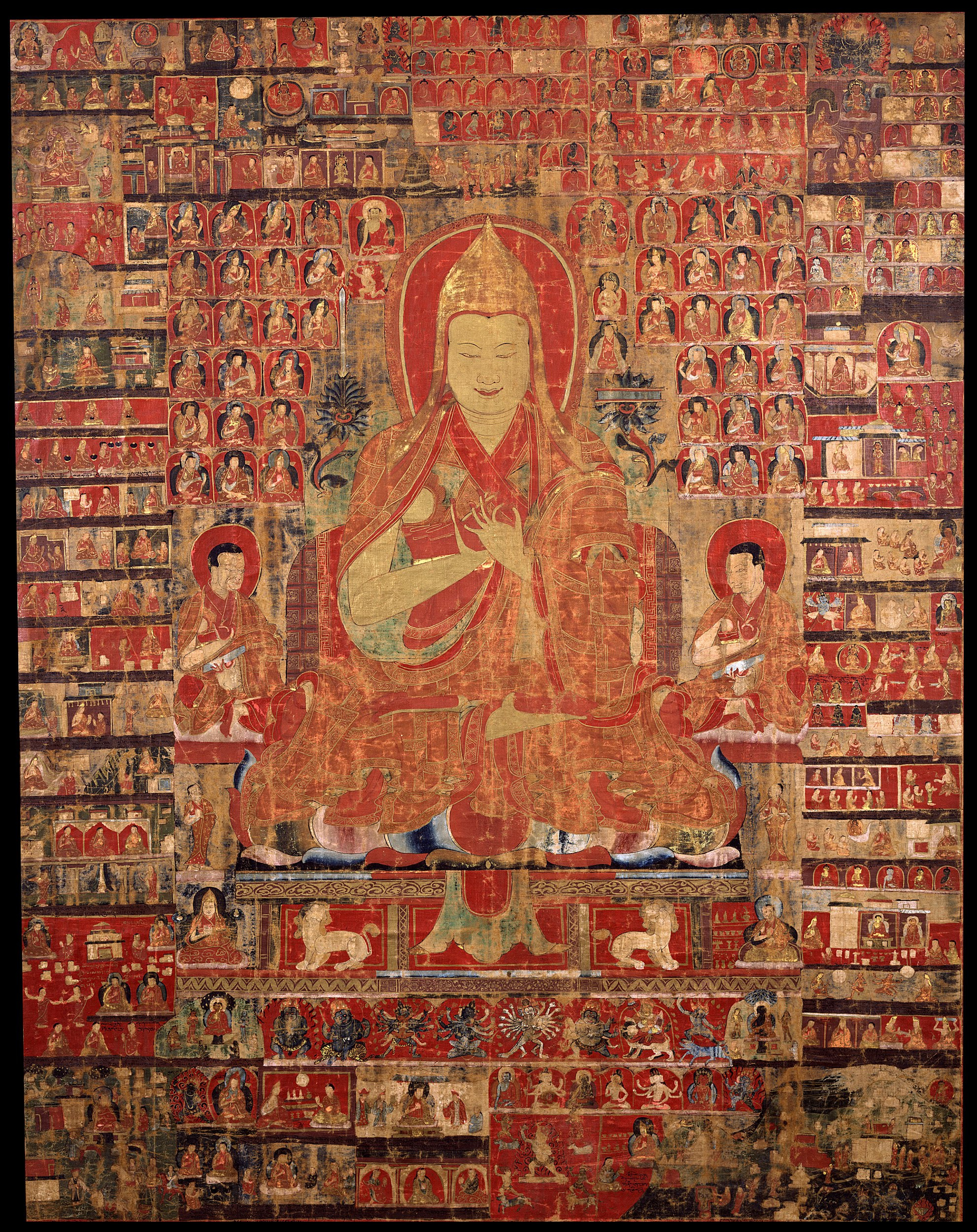
チベット仏教の改革者ツォンカパ。綱紀粛正に努め左道密教を退けて現在のダライラマに連なるゲルク派（黄帽派）を大成した。画像はニューヨークのルビン美術館所蔵のツォンカパの肖像画。

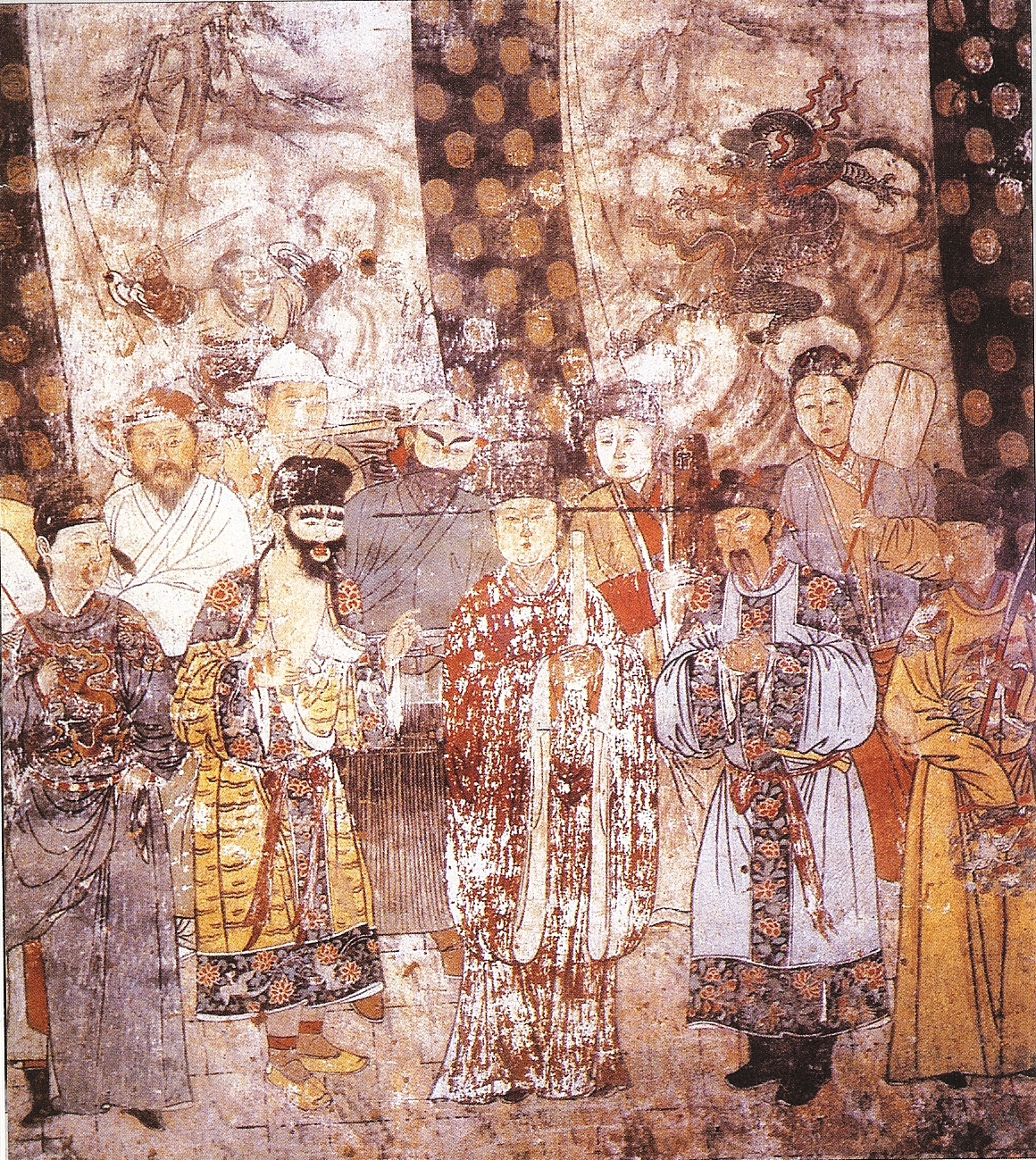
元曲。元時代の中国では歌曲の一種である雑劇が盛んになり、この時代の名をとって「元曲」と呼ばれた。画像は泰定元年（1324年）に描かれた山西省洪洞県広勝寺水神廟明応王殿の「雑劇図」。

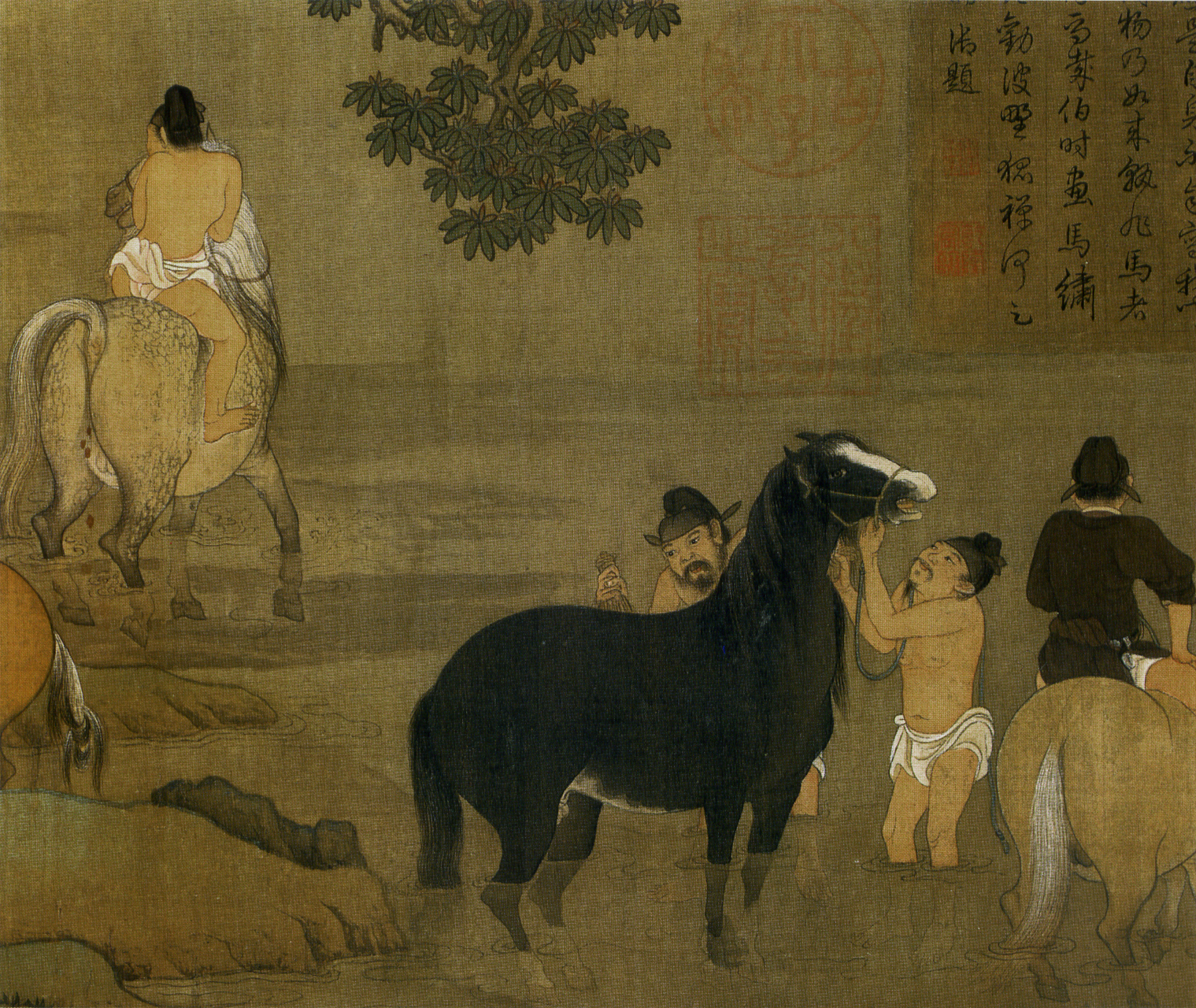
趙孟頫。中国絵画に新風を吹き込み元末四大家の先駆者となった趙孟頫だったが、宋朝の末裔であるにもかかわらず異民族の元朝に仕えたことは批判を浴びた。画像は趙孟頫「浴馬図（北京故宮博物院蔵）」の一部。

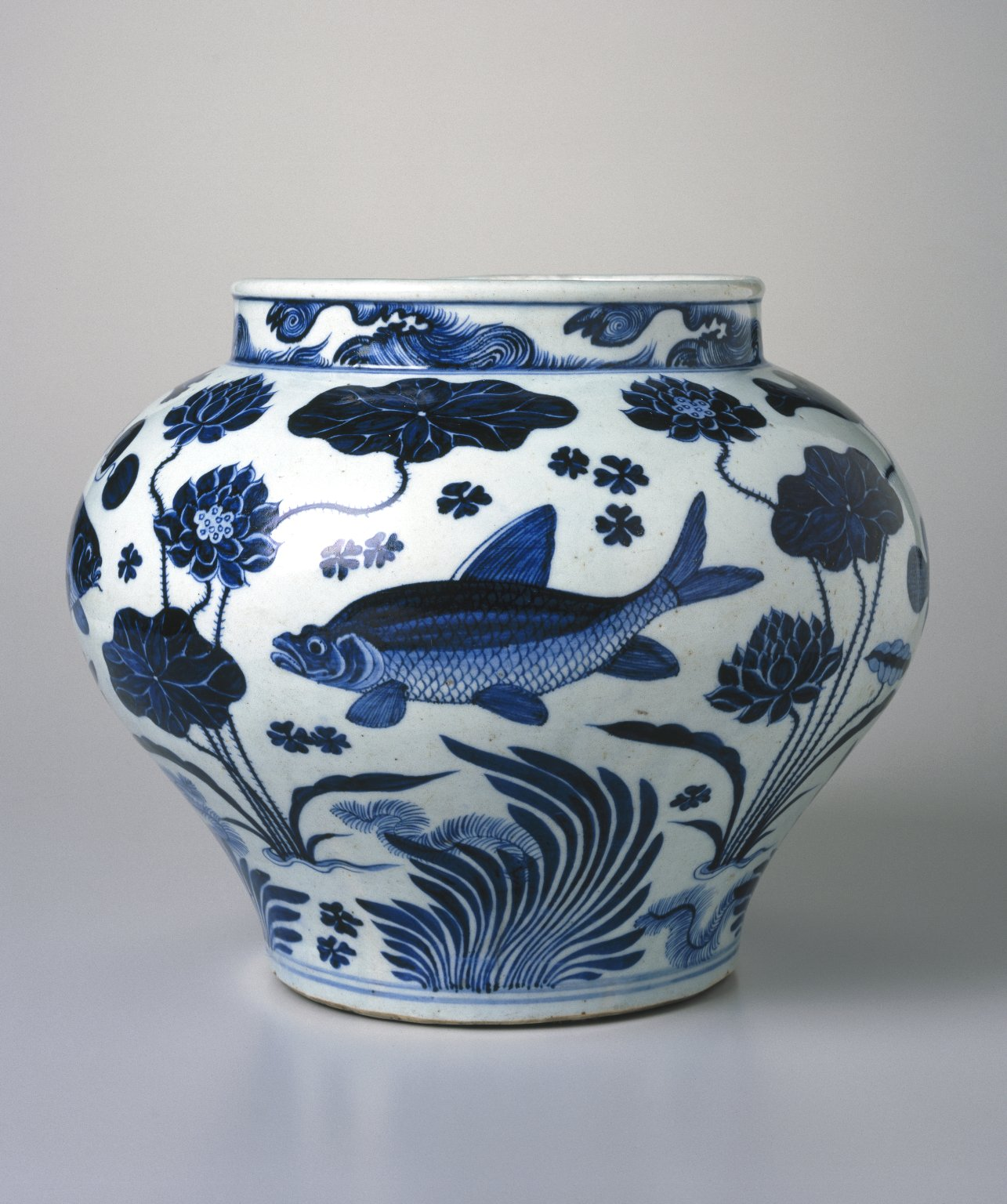
青花の誕生。元朝後期に西アジア産のコバルト顔料を用いて白磁に紋様を描く青花（染付）の技法が開発された。画像はこの世紀に造られた「青花魚藻文壺（ブルックリン美術館蔵）」。

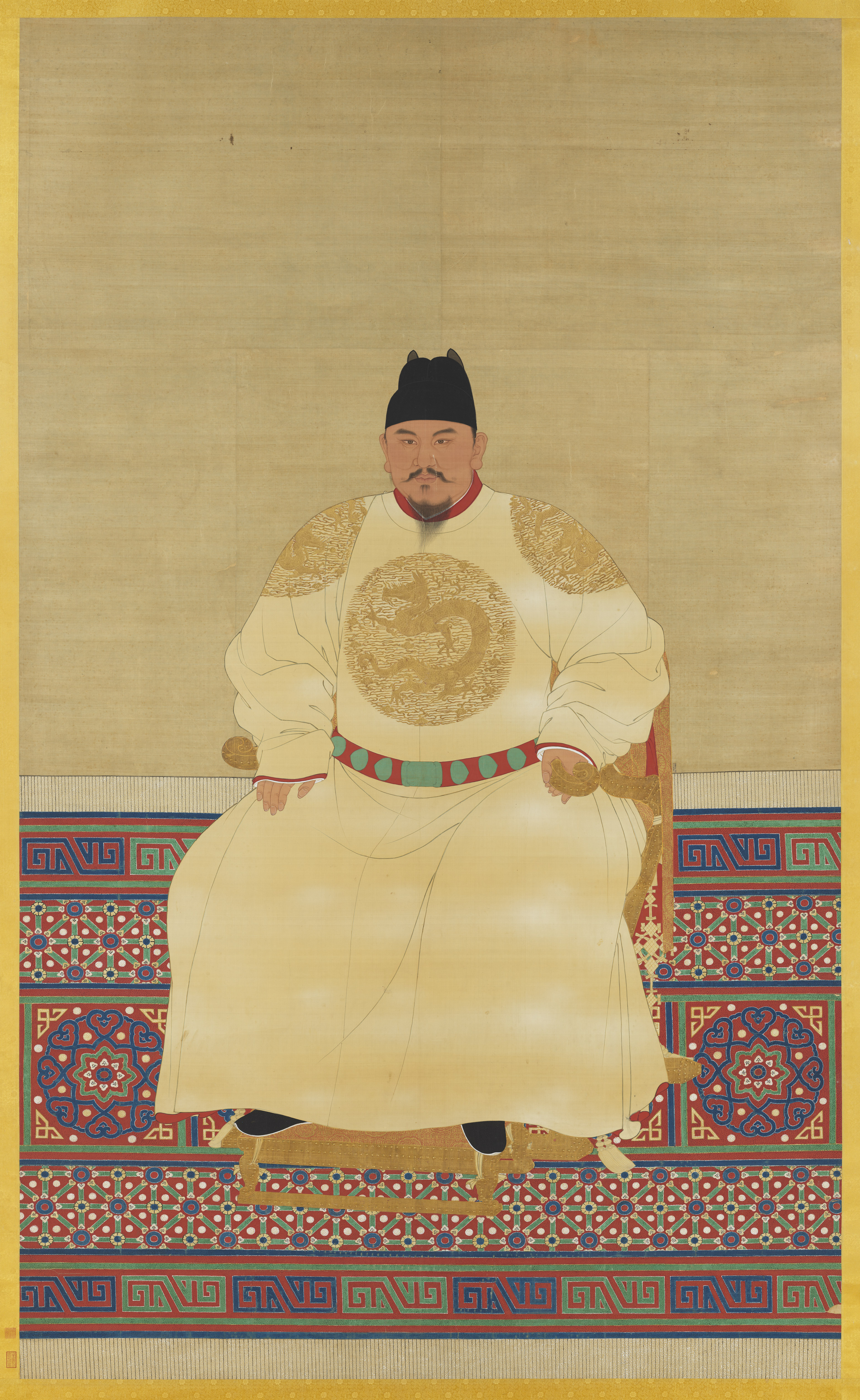
明の洪武帝朱元璋。モンゴル人の元朝を北方に追いやり、漢民族の王朝を復興した。画像は洪武帝の肖像画（台北国立故宮博物院蔵）。

14世紀（じゅうよんせいき）は、西暦1301年から西暦1400年までの100年間を指す世紀。

## 14世紀の歴史

### 世界
14世紀のユーラシア大陸では東アジアに発し中央アジアを経てヨーロッパにまで達したペストの大流行が起き、また19世紀半ばまで続くことになる小氷期がいよいよ本格化して寒冷化により農耕牧畜への大きな被害が出たため人口が大きく減少した。さらに、パクス・モンゴリカによる交易の広範な活性化により財貨の過剰流動性の制御が困難となり、また当時のユーラシア大陸全体に保有されていた銀の総量に従属する決済能力を超えて交易が拡大した結果、全世界的に経済活動が急激に縮小した。この事により歴史は新たな相へと向かう。
ヨーロッパではペストにより人口が大きく減少（詳細は後述）した後、イタリア・ルネサンスにより、新しい時代へと大きく転換した（イタリア・ルネサンス年表も参照のこと）。
13世紀にユーラシア大陸を覆っていたモンゴル帝国は弱体化し、アジア各地に明朝やティムール朝などモンゴル帝国の体制の影響を受けながらも地域的な新しい国家が誕生、モンゴル帝国の皇帝直轄政権たる大元ウルスは中央政府の権力闘争による混乱のもと、中国本土の内乱の中から台頭した明朝の脅威から逃れるため、大都を捨て北部モンゴル高原へ退去した（以後、北元と呼ばれる）。一方、13世紀末に成立したオスマン帝国も勢力を拡大した。これらの中規模帝国は、モンゴル帝国の統治下で普及した黒色火薬を用いた火砲（大砲や小銃）を軍制の中核に据える事で戦術の大規模な変貌を来して軍隊が急激に膨張、この巨大化した軍隊を扱う戦略の再編を経てやがて歴史学で火薬帝国と呼ばれる国家体制を成立させることとなる。

#### ペスト（黒死病）の大流行
正確な統計はないが、全世界でおよそ8,500万人、当時のヨーロッパ人口の3分の1から3分の2にあたる約2,000万から3,000万人が死亡したと推定されている。ヨーロッパの社会、特に農奴不足が続いていた荘園制に大きな影響を及ぼした。モンゴル帝国の支配下でユーラシア大陸の東西を結ぶ交易が盛んになり、病原体の拡散の障壁が失われたことが、この大流行の背景にあると考えられている。

### 日本
14世紀の日本は、時代区分上では中世、鎌倉時代後期から室町時代の初期（南北朝時代の全期間を含む）にあたる。

#### 鎌倉時代
2度に渡る元寇を撃退し、得宗権力を強めた鎌倉北条政権であったが、武士たちに募る恩賞の不満や徳政令の発布、霜月騒動、平禅門の乱などによる政治的混乱で政権への不満を招いていた。

#### 南北朝時代・室町時代
後醍醐天皇の討幕運動に足利尊氏・新田義貞ら有力御家人が参入した結果鎌倉幕府は滅亡し、後醍醐天皇は建武の新政と呼ばれる天皇親政を開始する。新政は天皇が中華皇帝的な専制統治を行う方向性を志向しており、唐突な改革による混乱と恩賞のあり方などが武士のみならず公家の不満を招き、離反した尊氏が京都に室町幕府を開いて北朝を立て、吉野に逃れた後醍醐天皇の南朝と対立する（南北朝時代）。
その後南朝の勢力は衰亡するが、尊氏と弟直義が対立する内紛（観応の擾乱）が起き、南朝は混乱に乗じて息を吹き返す。幕府内部での政治抗争は3代将軍足利義満の時代まで続き、抗争により有力守護大名が南朝に奔るといった状態が繰り返される。今川貞世が九州へ派遣されて平定を完了すると、室町幕府の権力は確立され、1392年に義満により南北朝の合一が行われる。これより前の1379年には室町幕府の政治事件「康暦の政変」も起こっており、以後義満は1391年に明徳の乱、1399年に応永の乱を自らの主導により誘発して対抗勢力を駆逐し、やがて天皇の権威にせまる将軍権力を確立する。

#### 近隣諸国との関係・琉球の情勢
元寇により日本と元朝の公式の通商は途絶えたが、天龍寺船などの寺社造営資金の調達のための貿易船（寺社造営料唐船）の派遣や、留学僧の渡来など、ある程度の交流は続いていた。14世紀の東アジアには倭寇と呼ばれる海上勢力が活動しており（14世紀の倭寇は「前期倭寇」と呼ばれる）、中国で1368年に成立した明王朝では、日本に倭寇鎮圧を求めており、この頃九州に割拠していた南朝勢力である懐良親王は明の使節を迎えて冊封を受ける。15世紀に入って足利義満が冊封を受けなおして「日本国王」となり、大陸との交流は絶頂を迎える。
一方、当時の朝鮮半島でも倭寇征伐が行われており、その過程で名声を得た李成桂が高麗王朝を倒し李氏朝鮮が成立する。
琉球では中山・南山・北山の三山時代を迎えて、いずれも明王朝に朝貢をし、高麗にも使節を送っていた。三山のうち中山が勢力を拡大し、15世紀に琉球王国の成立にいたる。

## できごと
- 中国では元朝の衰退により、明朝成立。
- 1300年頃にスウェーデンによるフィンランド遠征（北方十字軍の完了）。

### 1300年代
- 1300年 - 1350年頃
  - メキシコのミシュテカ族によるオアハカ州モンテ・アルバン7号墓が造営される。
- 1301年 
  - オゴデイ家のカイドゥが没し、30年にわたるカイドゥの乱が終わる。
  - 後伏見天皇が譲位し、第94代後二条天皇が即位。 北条師時が鎌倉幕府第10代執権に就任。
  - ハンガリー国王アンドラーシュ3世の死によりアールパード朝が断絶。
  - イングランド王エドワード1世が王子エドワードに「プリンス・オブ・ウェールズ」の称号を授ける。
    - イングランド王位継承者としての「プリンス・オブ・ウェールズ」の始まり。
- 1302年
  - 教皇ボニファティウス8世の回勅「ウナム・サンクタム（唯一聖なる）」。
  - フランス王フィリップ4世による三部会の招集。
  - ブリュージュの朝課事件（英語版）と、続く金拍車の戦い（コルトレイクの戦い）でフランドルがフランスから独立。
- 1303年
  - アナーニ事件。
  - マージ・アル・サファーの戦いでマムルーク朝がイルハン朝のシリア進軍を阻止する。
  - ハルジー朝のアラー・ウッディーン・ハルジーがメーワール王国の都チットールガルを攻撃し滅亡させる。
- 1305年 
  - 元のテムル（成宗）にオゴデイ家とチャガタイ家が服属しモンゴルが再統一される。
  - 嘉元の乱（北条宗方の乱）。
- 1306年
  - チャガタイ家のドゥアがアルタイ山脈以西からオゴデイ家を追放し中央アジアを統一。
  - ボヘミア国王ヴァーツラフ3世の死によりプシェミスル朝が断絶。
  - ロバート1世がスクーンでスコットランド国王として戴冠する。
- 1307年
  - フランス王フィリップ4世が国内のテンプル騎士団団員を一斉に逮捕。
  - ドルチーノ派指導者フラ・ドルチーノが異端として処刑される。
  - ハルジー朝のマリク・カーフールの南征始まる。
    - ヤーダヴァ朝（1307年）、チャンデーラ朝（1309年）、カーカティーヤ朝（1310年）、ホイサラ朝・パーンディヤ朝（1311年）に遠征、貢納を約束させる。

  - 元のテムル（成宗）死去、皇后ブルガンが監国となるも、コンギラト派に打倒され、カイシャン（武宗）が皇帝となる。
  - ラシードゥッディーンが『集史（ジャーミウッタワーリーフ）』をオルジェイトゥに献呈する（補足分の完成は1314年）。
- 1308年 
  - 神聖ローマ皇帝アルブレヒト1世が甥ヨーハンに暗殺される。
  - ハンガリー国王カーロイ1世が即位し、ハンガリー・アンジュー朝が成立。
  - 後二条天皇が没し、第95代花園天皇が即位。
  - 守邦親王が鎌倉幕府第9代将軍となる。
  - ルーム・セルジューク朝滅亡。
- 1309年 
  - アヴィニョン捕囚（教皇のバビロン捕囚）。
  - 聖ヨハネ騎士団がロドス島を奪取し、ロドス騎士団と呼ばれる。

### 1310年代
- 1310年
  - パリ条約。神聖ローマ皇帝ハインリヒ7世のイタリア遠征（ - 1313年）。
  - 皇帝ハインリヒ7世の子ヨハンが故ボヘミア王ヴァーツラフ3世の妹エリシュカと結婚しボヘミア王に選ばれる。
- 1311年
  - ヴィエンヌ公会議。
  - イングランドのリンカン大聖堂が完成。
    - 尖塔までの高さは160mで初めてクフ王のピラミッドの高さを超えた建造物となる。

  - 北条宗宣が鎌倉幕府第11代執権に就任。
- 1312年
  - 北条煕時が鎌倉幕府第12代執権に就任。
  - ハインリヒ7世がイタリア遠征途上のローマで神聖ローマ皇帝として戴冠される。
  - ジェノヴァの航海者ランチェロット・マルチェロ（英語版）がカナリア諸島に到達。
- 1314年
  - バノックバーンの戦いで、イングランド軍がスコットランド軍に大敗し支配権を喪失。
  - フランスで「ネールの塔事件」が発覚する。国王フィリップ4世が死去。
- 1315年 
  - 北条基時が鎌倉幕府第13代執権に就任。
  - 元のアユルバルワダ（仁宗）が科挙を復活させる（延祐復科（中国語版））。
  - モルガルテンの戦いでスイス軍がハプスブルク軍に勝利。
  - ニュージーランド北島のタラウェラ山の大規模噴火（カハロア噴火）。
- 1315年-1321年頃 
  - ヨーロッパで激しい飢饉。→ 小氷期。
- 1316年
  - 北条高時が鎌倉幕府第14代執権に就任。
- 1317年
  - 鎌倉幕府が持明院・大覚寺両統の迭立を提案するが不調に終わる（文保の和談）。
  - アヴィニョン教皇ヨハネス22世が回勅「クォルムダム・エクスィギト（ドイツ語版）」により清貧論争を激化させる。
  - アヴィニョン教皇ヨハネス22世が回勅「スポンデント・パリテル（英語版）」により錬金術を禁止。
  - ジャック・フルニエ（後の教皇ベネディクトゥス12世）が南フランスのパミエ司教に就任する。
    - この時の異端審問の記録がエマニュエル・ル・ロワ・ラデュリの歴史書『モンタイユー（英語版）』のもととなる。
- 1318年
  - 花園天皇が譲位し、第96代後醍醐天皇が即位。
  - イル・ハン国宰相であったラシードゥッディーンが処刑される。
  - マルセイユにおいて教皇と総長に不服従を示したフランシスコ会厳格派（スピリトゥアル派）の修道士が処刑される。
- 1319年
  - アルメニア大地震で、アニが壊滅的な被害。

### 1320年代
- 1320年
  - デリーでトゥグルク朝が成立。
  - 1320年の羊飼い十字軍（英語版）。
  - スコットランドでアーブロース宣言を採択、イングランドからの独立が決定的に。
  - 伊勢神宮外宮神官の度会家行が『類聚神祇本源』を執筆。
- 1321年
  - ダンテ・アリギエーリが『神曲』を完成させ、この年に死去してラヴェンナに葬られる。
  - 東ローマ皇帝アンドロニコス2世に対し孫のアンドロニコスが反乱を起こす。
- 1322年
  - ミュールドルフの戦い（英語版）で、神聖ローマ皇帝ルートヴィヒ4世がハプスブルク家のフリードリヒ美王に勝利。
  - 安藤氏の内紛から津軽大乱が発生。
- 1323年
  - 南坡の変で、元の英宗が御史大夫テクシに暗殺される。
  - トゥグルク朝の王子ウルグ・ハーンが南インド遠征でカーカティーヤ朝とパーンディヤ朝を滅ぼし、ホイサラ朝を再服従させる。
  - 1303年とこの年のエジプトの大地震により、アレクサンドリアの大灯台が完全に崩壊する。
- 1323年頃
  - 元から日本へ向かう東福寺造営料唐船が現在の韓国全羅南道新安郡沖で沈没。
  - ウィリアム・オッカムが『論理学大全（Summa Logicae）（英語版）』を執筆。
- 1324年
  - 正中の変。
    - 後醍醐天皇の倒幕運動であるとの疑いがもたれ、土岐頼員が討ち死にし、日野資朝が流罪とされる。

  - マリ王国のマンサ・ムーサのメッカ巡礼。
- 1325年
  - イブン・バットゥータのメッカ巡礼、以後30年にわたる大旅行の始まり。
  - アステカ人がテスココ湖の島に都市テノチティトランを築く。
  - パリ司教エティエンヌ・タンピエの神学の異端的教説に関する布告が撤回される。
  - 宗峰妙超が京都の大徳寺を創建する。
    - 同年、正中の宗論にて宗峰妙超が南都北嶺の学僧に勝利する。

  - 他阿呑海が藤沢の清浄光寺を創建する。
- 1326年 
  - 嘉暦の騒動。
    - 北条貞顕が鎌倉幕府第15代執権に就任。わずか10日で辞職。
    - 北条守時が鎌倉幕府第16代執権に就任。

  - チャガタイ・ハン国の東西分裂。
  - ウィリアム・オッカムが異端宣告を受ける。
- 1327年 
  - 王妃イザベラによりイングランド王エドワード2世が廃位され、息子エドワード3世が即位。
  - ジェーラムの戦いで、ムハンマド・ビン・トゥグルクがチャガタイ・ハン国を撃破。
  - ジョチ・ウルスに対するトヴェリ蜂起。
  - パドヴァのマルシリウスが破門される。
  - ウルムのツンフト闘争。
- 1328年
  - 元で天暦の変（中国語版）。
  - フランスでカペー朝本家が断絶。分家のフィリップ6世が即位しヴァロワ朝が始まる。
  - ルートヴィヒ4世がイタリア遠征途上のローマで神聖ローマ皇帝として戴冠する。この戴冠式は多くの貴族や教会の指導者たちが出席した。
  - 東ローマ皇帝アンドロニコス2世が退位させられ、孫のアンドロニコス3世が即位。
  - モスクワ公イヴァン1世が、ウズベク・ハンからウラジーミル大公の位を獲得して、モスクワ大公に昇格する。
    - キエフと全ルーシの府主教座がウラジーミルからモスクワに遷される。

  - イスラム法学者イブン・タイミーヤがダマスクスで獄死する。
- 1329年
  - マイスター・エックハルトの著作と教説が異端宣告される。

### 1330年代
- 1330年
  - イングランド王エドワード3世が母后イザベラとマーチ伯を失脚させる。
- 1330年頃
  - 兼好法師が『徒然草』を執筆。
- 1331年
  - 元弘の乱（ - 1333年）。
    - 7月 元弘地震。この地震の罹災者から疫病が流行し、疫病封じのための知恩寺に「百万遍」の号が下賜される。
    - 8月 後醍醐天皇が三種の神器を持って笠置山に入る。笠置山の戦い、赤坂城の戦い。
    - 9月 鎌倉幕府の奏請により、量仁親王が即位して北朝初代光厳天皇となる。笠置落ちの後醍醐天皇が捕らえられる。
    - 10月　後醍醐天皇が神器を光厳天皇に渡す。

  - 元朝で「至順2年の疫病」。
- 1332年 
  - 鎌倉幕府が後醍醐天皇を隠岐島に流す。佐渡で日野資朝が、鎌倉で日野俊基が処刑される。
  - デンマーク王クリストファ2世死去、デンマークの空位時代始まる( - 1340年)。
- 1333年
  - 鎌倉幕府の滅亡。
    - 2月 千早城の戦い。後醍醐天皇が隠岐島を脱出し、船上山の戦いで幕府軍を退ける。
    - 5月 足利尊氏が六波羅探題を制圧し、近江国番場蓮華寺で北条仲時ら幕府軍を壊滅させる。
    - 5月 新田義貞が鎌倉を陥落させる（鎌倉の戦い）。東勝寺で北条高時ら一族郎党が自害（東勝寺合戦）。
    - 5月 後醍醐天皇が、光厳天皇と正慶の年号を廃止する。

  - 建武の新政の始まり。
    - 6月 後醍醐天皇が京都に入る。足利尊氏が鎮守府将軍に、護良親王が征夷大将軍になる。
    - 7月 記録所を復置する。
    - 9月 雑訴決断所を設置する。
- 1334年
  - 建武の徳政令。二条河原の落書が書かれる。南禅寺を五山の第一とする。
  - スコットランド王デイヴィッド2世がフランスに亡命。
- 1335年 
  - 北条時行が中先代の乱を起す。足利直義が鎌倉脱出の際に護良親王を殺害。
  - ハンガリー王カーロイ1世、ポーランド王カジミェシュ3世、ボヘミア王ヨハンによるヴィシェグラード会議（英語版）。
  - アヴィニョン教皇宮殿が建設される( - 1364年)。
  - イルハン朝のアブー・サイードが暗殺され、フレグ王統は断絶。
- 1336年 
  - 建武政権の崩壊。
    - 1月 後醍醐天皇が足利尊氏追討を命じる（建武の乱）。
      - 箱根・竹ノ下の戦いで足利尊氏が結城親光を滅ぼす。

    - 3月 筑前国の多々良浜の戦いで足利尊氏が菊池武敏を破る。
    - 5月 湊川の戦いで足利尊氏が楠木正成を滅ぼし、新田義貞は逃亡。
    - 6月 足利尊氏が京都を制圧、千種忠顕や名和長年を滅ぼす。
      - 後醍醐天皇は比叡山で抵抗するも、花山院に幽閉される。

    - 9月 足利尊氏が擁立した北朝第2代光明天皇が即位する。
      - 光厳院が治天の君となり、土御門東洞院殿が天皇の御所となる(現在の京都御所の原型)。

    - 11月 後醍醐天皇が北朝に三種の神器を渡す。足利尊氏が是円・真恵兄弟を起草者として『建武式目』を定める。
    - 12月 後醍醐天皇が吉野へ逃れ吉野行宮（吉水院ほか）を定める（南北朝分立（ - 1392年））。

  - ハリハラとブッカがトゥグルク朝から独立を宣言し、ヴィジャヤナガル王国を建国。
- 1337年
  - イングランドとフランスの間で百年戦争が始まる（-1453年）。
  - フランドル伯を追放したヤコブ・ヴァン・アルテベルデがフランドル都市連合を結成する。
- 1338年
  - 室町幕府の成立。
    - 5月 北畠顕家が高師直らと堺浦石津に戦うが敗死。
    - 7月 新田義貞が斯波高経らと越前藤島で戦うが敗死。
    - 8月 北朝が足利尊氏を征夷大将軍（室町幕府初代将軍）とする。

  - レンゼ選帝侯会議（ドイツ語版）により、神聖ローマ皇帝の選出にローマ教皇の承認は不必要だと決定される。
  - カザフスタン東南部のバルハシ湖からイシク湖近辺のステップ地帯でペストが発生。
- 1339年
  - 8月15日、後醍醐天皇が譲位し、第97代後村上天皇が即位。翌16日、後醍醐天皇が52歳で没する。
  - 北畠親房が『神皇正統記』を執筆（ - 1343年）。
  - 福建省晋江市に残るマニ教の寺院・草庵摩尼教寺（中国国家重要文化財）が建立される。

### 1340年代
- 1340年
  - サラードの戦い（英語版）にて、カスティーリャ軍が勝利し、マリーン朝はイベリア半島から撤退。
  - スロイスの海戦で、イングランド軍がフランス軍に勝利し、制海権を握る。
  - イルハン朝のジハーン・テムルを廃し、タージュ・ウッディーン・ハサン・ブズルグがジャライル朝を建国。
  - ハールィチ・ヴォルィーニ戦争始まる（ - 1392年）。
  - 妙法院焼き討ち事件で佐々木道誉が上総に配流される。
- 1341年
  - 塩冶高貞が高師直の讒言により討たれる。
  - ブルターニュ継承戦争（ - 1365年）。
  - 東ローマ帝位継承戦争（1341 - 1347年）（英語版）
    - ヨハネス5世パレオロゴスとヨハネス6世カンタクゼノスの帝位争い。
    - この混乱で帝国はバルカン半島の領土の多くを喪失し、小国家へと転落。
- 1342年
  - 花園法皇が関山慧玄を開山に迎え妙心寺が創建される。
  - 東ローマ帝国の都市テッサロニキでゼーロータイ（熱心党）の反乱（英語版）が起こる（ - 1350年）。
- 1343年
  - ナポリ地震（英語版）による津波で近隣のアマルフィ市街が壊滅。
  - マジャパヒト王国がバリ島を征服し、ワルマデワ朝を滅ぼす。
- 1344年
  - アラゴン王国がバレアレス諸島のマヨルカ王国を併合。
  - アトス山から来たアタナシオスによりメテオラに修道院が作られる（後のメガロ・メテオロン修道院）。
  - プラハの聖ヴィート大聖堂が設立され、プラハ大司教区が置かれる。
  - 至正4年の黄河大氾濫（1344年の黄河大氾濫（英語版））。
- 1345年 
  - 足利尊氏が夢窓疎石を開山に迎え天龍寺が創建される。
  - イブン・バトゥータが泉州から上陸し、大都で元のトゴン・テムル（順帝）に会う。
- 1346年
  - クレシーの戦い。
  - ステファン・ウロシュ4世ドゥシャンが「セルビア人とローマ人の皇帝」となる。
  - オスマン朝のオルハンが東ローマ皇帝ヨハネス6世の娘テオドラ（オルハンの妻）（英語版）を妻に迎える。
  - デンマーク王ヴァルデマー4世がエストニアをドイツ騎士団に売却する。
- 1347年
  - ジョチ・ウルスのジャーニー・ベクによるカッファ包囲戦。
    - カッファは黒海北岸クリミア半島のジェノヴァの植民都市で、この戦いからヨーロッパ最初のペスト感染が確認される。

  - ヨーロッパにおけるペスト大流行。
    - ペストの感染は南イタリアからアルプスを超えて全域に拡大、ヨーロッパや北アフリカの人口が激減（ - 1351年）。

  - カレー包囲戦によりカレー市がイングランド軍に降伏（「カレーの市民」）。
  - ハンガリー王ラヨシュ1世がナポリ女王ジョヴァンナ1世を追放、都ナポリを占領（ラヨシュ1世のナポリ遠征）。
- 1348年
  - 南アルプスのフリウリ地方からケルンテン地方に至る1348年大地震（英語版）発生。フィラッハで最大級の被害。
  - 四條畷の戦いで、高師直が楠木正行を敗死させる。南朝の吉野行宮が攻撃され、後村上天皇は賀名生行宮に退避。北朝第3代崇光天皇が即位する。
  - 浙江で方国珍の乱が起こる。
  - イングランド国王エドワード3世によりガーター騎士団が設置される。ガーター勲章も制定。
  - 神聖ローマ皇帝カール4世の命でプラハ大学（現カレル大学）が設立される。
  - ニュルンベルクのツンフト闘争（ - 1349年）。
- 1349年
  - 足利尊氏の四男基氏が初代鎌倉公方として下向。
  - 京都四条河原で「（貞和5年の）桟敷崩れの勧進田楽」。
  - セルビアで「ドゥシャン法典」が公布される。
  - アンベール2世がドーフィネの所有権をフランス王フィリップ6世に譲渡する（フランス王位継承者の称号「ドーファン」の起源）。
  - 教皇クレメンス6世が「鞭打ち苦行者」（フラゲラント（英語版））を非難し禁圧する回勅を布告。

### 1350年代
- 1350年 
  - タイでアユタヤ王朝成立し、ラーマーティボーディー1世が即位。
  - 室町幕府で足利直義と高師直との抗争が勃発（観応の擾乱 - 1352年）。
- 1351年
  - 紅巾の乱。
  - 高師直らが族滅され、尊氏と直義の対立が激化。正平の一統により北朝の崇光天皇が廃位される。
  - 賈魯が氾濫防止のため黄河の改修工事を行い、水路が整備される（賈魯河）。
  - 東ローマ皇帝ヨハネス6世カンタクゼノス主催の教会会議で静寂主義（ヘシュカスム）の教義が勝利する。
- 1352年
  - 足利直義が急死する。八幡の戦いにより南朝が京都から脱出し、正平の一統が崩壊。
    - 広義門院寧子が治天の君の代行となり、北朝第4代後光厳天皇が即位。

  - フランス王ジャン2世が、エトワール騎士団（フランス語版）を創設する。
- 1353年
  - トガ・テムルが殺害され、イルハン朝が滅亡する。
  - ラオス初の統一王朝であるラーンサーン王国が成立する。
- 1354年
  - マルマラ海沿岸のガリポリで大地震、これに乗じてオスマン帝国のオルハンが東ローマ帝国から奪取（ガリポリ陥落）。
  - 南朝の後村上天皇が河内国金剛寺に遷る。
- 1355年
  - ヴェネツィア元首（ドージェ）マリーノ・ファリエロのクーデターが失敗に終わる
- 1356年 
  - 神聖ローマ皇帝カール4世によって、帝国の基本的な体制を規定する金印勅書が発布される。
  - ポワティエの戦い。フランス国王ジャン2世がイングランド軍の捕虜になる。
  - アトス山出身の修道士アナスタシオスが、メテオラのメガロ・メテオロン修道院を創設する。
  - 元朝で交鈔が廃止になる。朱元璋が集慶路（南京・金陵）を占領し応天府と改め根拠地とする。
- 1357年
  - ポルトガル国王ペドロ1世の即位。惨殺された愛妾イネス・デ・カストロを王妃として復権させる。
- 1358年
  - 足利義詮が室町幕府第2代将軍となる。
  - エティエンヌ・マルセルの乱、ジャックリーの乱。
  - 商人ハンザと都市ハンザの統合でハンザ都市同盟が正式に発足。
  - ドゥブロヴニクを中心とするラグサ共和国がハンガリー王国から独立する。
- 1359年
  - ジョチ・ウルス、君主（ハン）乱立時代に入る（ - 1378年）。
  - ルドルフ4世（建設公）がオーストリア大公を自称。また同年、ウィーンにシュテファン大聖堂を建立。
  - 筑後川の戦いで九州における南朝側が優位に立つ。
  - 南朝の後村上天皇が河内国観心寺に遷る。

### 1360年代
- 1360年
  - ブレティニー条約（ブレティニ・カレー条約）が結ばれる。
    - イギリス王はフランス王位請求権を破棄、イギリス王のガスコーニュ・ギュイエンヌ領有をフランス王は承認。
- 1361年
  - 康安の変で、幕府執事細川清氏が佐々木道誉らにより失脚させられる。
  - スコータイ朝のリタイ王がスリランカから高僧を招き出家する。
    - これはタイの君主として初めての出家で、経緯を記録したマンゴー林石碑が建てられる。
- 1362年
  - デンマークとハンザ同盟との戦争が始まる（ - 1370年）。
- 1363年
  - ヴァロワ家のフィリップ豪胆公がブルゴーニュ公となる（ブルゴーニュ公国の成立）。
  - ルドルフ4世がチロル伯領を奪取。
  - 鄱陽湖の戦い。
- 1364年
  - アヴィニョン教皇宮殿が完成する（1335年 - ）。
  - ポーランド最古のクラクフ大学（ヤギェウォ大学）が創建される。
- 1365年
  - 元で皇太子アユルシリダラと結んだ将軍ココテムルがボロト・テムル政権を倒す。
  - オーストリア公ルドルフ4世がウィーン大学を創設する。
- 1366年
  - オスマン帝国のムラト1世がブルサからエディルネに遷都。
  - 貞治の変で、幕府執事斯波義将とその父斯波高経が佐々木道誉らに失脚させられる。
  - カスティーリャ王ペドロ1世が庶兄エンリケに追放される（第一次カスティーリャ継承戦争の始まり）。
- 1367年
  - ナヘラの戦いで、エドワード黒太子の協力によりペドロ1世がカスティーリャ王に復帰。
  - フランス王シャルル5世による王室文庫が設立される（フランス国立図書館の始まり）。
- 1368年
  - 摂津国住吉行宮で後村上天皇が死去し、第98代長慶天皇が即位。
  - 足利義満が室町幕府第3代将軍となる。 応安の半済令施行。
  - 朱元璋が応天府（南京）にて明朝を建て、一世一元の制のもと洪武帝となる。
    - 明軍の北伐により元朝の順帝は大都を捨て、漠北に逃れる（北元）。

  - アウクスブルクのツンフト闘争が成功する。
- 1369年
  - モンティエルの戦いでカスティーリャ王ペドロ1世が殺害される。
    - 殺害したトラスタマラ伯エンリケがエンリケ2世として王位に就く（トラスタマラ朝の成立）。

  - ブルゴーニュ公フィリップ豪胆公とフランドル女伯マルグリット3世の結婚。
  - 南朝方の左兵衛督楠木正儀が北朝方に出奔する。
  - 日本最大の板碑である野上下郷石塔婆（埼玉県秩父郡長瀞町）が建立される。

### 1370年代
- 1370年
  - ティムールがアミール・フサインを倒しバルフを占領、さらにサマルカンドに遷都。
    - 西チャガタイ=ハン国の「キュレゲン」として、マー・ワラー・アンナフルを統一。

  - リモージュの虐殺。
  - シュトラールズント条約がデンマークとハンザ同盟の間で結ばれる。
  - 北元の順帝（トゴン・テムル）が応昌府にて死去。
    - 息子のアユルシリダラが即位し、カラコルムに移動。
    - 応昌府が明によって攻略され、「元主嫡孫」マイダリ・バラが捕虜となる。
- 1371年
  - 明の洪武帝による海禁令。
    - 「日本国王良懐」が明に遣使し、冊封を受ける。

  - 後光厳天皇が譲位し、北朝第5代後円融天皇が即位する。
  - 現存最古の『古事記』の写本が真福寺（大須観音）の僧賢瑜により筆写される。
  - スコットランド王ロバート2世が即位して、ステュアート朝が始まる。
  - マリツァ川の戦いで、オスマン帝国軍がセルビア諸侯連合軍を撃破する。
    - 戦後まもなくセルビア皇帝ステファン・ウロシュ5世が急逝し、ネマニッチ朝は断絶。
- 1372年
  - 万里の長城の最西端にある嘉峪関を設置する。
  - 九州探題今川了俊により太宰府陥落、懐良親王と菊池武光らを追う。
- 1373年
  - 英葡永久同盟。
  - 北朝軍が南朝の河内天野行宮を攻略、長慶天皇は吉野行宮へ撤退。
  - 明の洪武帝が『祖訓録』を頒布。
- 1375年
  - アステカ王国の成立。
  - 八聖人戦争で、フィレンツェとローマ教皇庁が戦う。
  - カタロニア地図（フランス国立図書館蔵）」が作成される。
  - マムルーク朝がキリキア・アルメニア王国を滅ぼす。
  - 明で歴史上最大の紙幣である大明宝鈔が発行される。
- 1375年頃
  - チムー王国がトゥクメのシカン文化圏を征服する。
- 1376年
  - イングランドで「善良議会」が召集され、ランカスター公らが弾劾される。同年、エドワード黒太子が死去。
  - シュヴァーベン都市同盟がウルムで結ばれる。
  - 空印の案。
- 1377年
  - イングランドで「悪政議会（英語版）」が招集される。エドワード3世が死去し、孫のリチャード2世が国王に即位。
  - ヴェネツィアで世界最初の「海上検疫」が行われる。
  - 教皇グレゴリウス11世がアヴィニョンからローマに帰還。
  - イブン・ハルドゥーンが『助言書』の第一部「歴史序説（ムカディマ）」を執筆。
  - ジャワ島中東部のマジャパヒト王国がスマトラ島のシュリーヴィジャヤ王国を征服する。
- 1378年
  - 花の御所の造営開始。
  - 神聖ローマ皇帝カール4世がパリのフランス王シャルル5世を訪問。この訪問は両国間の政治的・文化的な交流を深める目的があり、多くの議題が話し合われた。この年に皇帝カール4世が死去。
  - ローマとアヴィニヨンで教皇が分立し、教会大分裂（シスマ）。
  - フィレンツェでチョンピの乱が起きる。
  - モスクワ府主教位をめぐるミチャイ（ロシア語版）事件。
- 1379年 
  - 康暦の政変で、管領細川頼之が斯波義将らに失脚させられる。
  - 長慶天皇が吉野行宮から大和栄山寺行宮へ遷る。宗良親王撰述の『新葉和歌集』を准勅撰集とする。

### 1380年代
- 1380年
  - クリコヴォの戦いでルーシ諸侯連合軍がジョチ・ウルスに勝利。
  - キオッジャの戦いでヴェネツィアがジェノヴァに勝利し覇権を確立する。
  - 胡惟庸の獄。洪武帝が中書省を廃止し、六部を皇帝の直属とする。五軍都督府の設置。
- 1381年
  - イングランドでワット・タイラーに率いられた農民・労働者が暴動を起こす（ワット・タイラーの乱）。
  - 明で全国に里甲制を導入し、魚鱗図冊・賦役黄冊の作成を行う。万里の長城の最東端にある山海関が整備される。
  - 雲南地方の梁王バツァラワルミが明に滅ぼされる。
  - オスマン帝国のムラト1世が東ローマ帝国を属国とする。
- 1382年
  - 明で御史台に代わり都察院が設置される。錦衣衛が創設される。
  - 足利義満により相国寺が創建される。北朝第6代後小松天皇が即位する。
  - ポーランドのチェンストホヴァのヤスナ・グラ修道院に「黒い聖母」が納められる。
  - ウエストミンスター大聖堂で、イギリス王リチャード2世と神聖ローマ皇女アンの成婚が行われる。
  - ナポリ女王ジョヴァンナ1世が暗殺され、アンジュー家傍流のカルロ3世が即位。
  - ハーッジー2世を廃位したバルクークがマムルーク朝の君主となる（バフリー・マムルーク朝からブルジー・マムルーク朝へ）。
- 1383年
  - 長慶天皇が譲位し、第99代後亀山天皇が即位。
- 1385年
  - ポーランド王国とリトアニア大公国がクレヴォの合同を結ぶ。
  - ジョアン1世がアヴィス朝を創始。アルジュバロタの戦いでカスティーリャ王国軍撃破。
  - カンブレー二重結婚。
- 1386年 
  - ポーランド・リトアニア連合王国成立（ヤギェウォ朝）。
  - ゼンパッハの戦い（英語版）でスイス軍がハプスブルク軍に勝利し事実上の独立を果たす。
  - フランスでカルージュ対ル・グリ事件（最後の決闘裁判）。
  - イングランドで「驚嘆議会（英語版）」が召集される。
  - 南禅寺を首位とし京都・鎌倉を並立させる五山制度が成立する。
- 1388年 
  - ブイル・ノール湖畔の戦いで明が北元に勝利。
    - 逃亡したトグス・テムル（天元帝）が殺害され、王子ディボド（地保奴）は琉球に配流される。
    - 北元でクビライ家の皇帝（ハーン）が断絶し、アリクブケ家に帝位が移る。

  - イングランドで「無慈悲議会」が召集され、国王リチャード2世の寵臣らが弾劾される。
  - バイヨンヌ条約（英語版）によりトラスタマラ朝カスティーリャ王国が再統一される。
  - 威化島回軍により、李成桂が政変を起こし高麗の実権を握る。
- 1389年
  - コソヴォの戦いで、オスマン帝国がセルビアを従属させる。
    - オスマン帝国のムラト1世が謁見の際にセルビア人貴族ミロシュ・オビリッチに暗殺される。

  - ファルシェーピングの戦いで、デンマーク＝ノルウェー摂政マルグレーテが勝利し、メクレンブルク家のスウェーデン王アルブレクトを廃位する。

### 1390年代
- 1390年
  - 熊野新宮の遷宮で現存最古の「古神宝類（国宝）」が奉納される。
  - 朱元璋が雲南地方を明に併合し、雲南布政司を置く。
  - 李善長の獄。
- 1390年頃
  - アステカ帝国の都テノチティトランのテンプロ・マヨール（大神殿）階段ピラミッドの建設が始まる（ - 1521年）。
- 1391年
  - 明徳の乱で、山名氏清が幕府軍に討たれる。
- 1392年
  - 高麗の恭譲王を廃位した李成桂が王となり李氏朝鮮を建国。
  - 明徳の和約による南北朝の合一。
    - 北朝の畠山基国の攻撃により、南朝の楠木正勝が千早城を喪失。
    - 後亀山天皇が京都に帰り、大覚寺にて神器を第100代後小松天皇に渡す。

  - フランス国王シャルル6世が発狂する。
  - モスクワ大公ヴァシーリー1世がニジニー・ノヴゴロド・スーズダリ公国を併合する。
  - チベット仏教の僧ツォンカパが「ガワドン（dga ba gdong）の啓示」を受ける。
- 1393年 
  - オスマン帝国のタルノヴォ征服により第二次ブルガリア帝国が滅亡する。
  - フランスで「燃える人の舞踏会」事件。
  - 藍玉の獄。
- 1394年
  - 足利義満が将軍職を第4代足利義持に譲り、太政大臣となる。
  - 李成桂が開京（開城）から漢陽（漢城、今のソウル）に遷都。
- 1395年
  - ジャン・ガレアッツォ・ヴィスコンティが神聖ローマ皇帝ヴェンツェルからミラノ公の称号を授かる（ミラノ公国の成立）。
  - テレク河の戦いで、ティムールがジョチ・ウルスのトクタミシュに勝利、ティムールはジョチ・ウルスの都サライを破壊。
- 1396年
  - ニコポリスの戦いで、オスマン帝国がキリスト教諸国同盟軍を撃破する。
- 1397年
  - カルマル同盟成立し、デンマークが盟主となる。
  - ジョヴァンニ・ディ・ビッチがメディチ銀行を創設。
  - 足利義満が北山山荘（その一部が現在の鹿苑寺金閣）の造営を始める。
- 1398年
  - ティムールのインド北部侵攻。トゥグルク朝を敗走させティムールはデリーに入城。
  - リューネブルクとリューベックを結ぶ塩街道にシュテックニッツ運河（ドイツ語版）が開通する。
- 1399年
  - 靖難の変で、燕王朱棣が建文帝に対し兵を上げる。
  - 足利義満が相国寺七重塔を建立する。
  - 李氏朝鮮に、大内義弘自らが百済の後裔だと主張し、土地割譲求める。
  - 応永の乱で、首謀者大内義弘戦死、義弘の弟大内弘茂降伏。
  - イングランド王リチャード2世が廃位され、ヘンリー4世が即位してランカスター朝が成立。

### 1400年代
- 1400年
  - ベトナムで胡季犛が陳朝を滅ぼし胡朝初代君主となる。

## 人物

### キリスト教世界

#### ローマ教皇
- ボニファティウス8世（1235年 - 1303年） - ローマ教皇（在位1294年 - 1303年）・フランス王と争いアナーニ事件後に憤死
- クレメンス5世（1264年 - 1314年） - ローマ教皇（在位1305年 - 1314年）・教皇庁をアヴィニョンに移転する
- ヨハネス22世（1244年？ - 1334年） - ローマ教皇（在位1316年 - 1334年）・清貧論争や聖職禄問題に介入
- ベネディクトゥス12世（1285年 - 1342年） - ローマ教皇（在位1334年 - 1342年）・異端審問官としても業績を残す・教皇宮殿建設に着手
- ウルバヌス6世（1318年 - 1389年） - ローマ教皇（在位1378年 - 1389年）・教会大分裂のローマ派初代
- クレメンス7世（1342年 - 1394年） - ローマ教皇（対立教皇）（在位1378年 - 1394年）・教会大分裂のアヴィニョン派初代

#### フランス・フランドル
- マルグリット・ポレート（？ - 1310年） - 神秘思想家・ベギン会の女性・自由心霊派（英語版）に属し異端者としてパリで火刑に処される・主著は『純粋な魂の鏡』
- ジャック・ド・モレー（1244年? - 1314年） - テンプル騎士団の最後の総長・ヴィエンヌ公会議の決定で処刑される
- ギヨーム・ド・ノガレ（1260年 - 1313年） - フランス王フィリップ4世の政治顧問・法曹家・アナーニ事件や教皇庁アヴィニヨン移転で活躍
- ベルナール・ギー（1261年/1262年 - 1331年） - フランスのドミニコ会士・異端審問官・『異端審問の実務』の他に多くの教会文書を編纂
- フィリップ4世（端麗王）（1268年 - 1314年） - フランス王（在位1285年 - 1314年）・三部会を招集・アナーニ事件では教皇権を抑える
- ゲルソニデス（1288年 - 1344年） - フランスのユダヤ人思想家・マイモニデスを継承した理性主義を提唱・主著は『主の戦い』
- ヤコブ・ヴァン・アルテベルデ（1290年頃 - 1345年） - フランドル都市連合の指導者・百年戦争初期に親仏派のフランドル伯を追放しイギリスに接近
- フィリップ6世（1293年 - 1350年） - ヴァロワ朝初代のフランス王（在位1328年 - 1350年）・百年戦争ではクレシーの戦いで敗北
- ヤン・ヴァン・ルースブルック（1293年 - 1381年） - フランドルの修道士・神秘主義者・『霊的婚姻』『燦めく石』『最高の真理について』がある
- ジャン・ビュリダン（1295年頃 - 1358年） - フランスの聖職者・哲学者として「インペトゥス理論」を展開・「ビュリダンのロバ」でも有名
- ギー・ド・ショーリアック（1298年 - 1368年） - フランスの外科医・アヴィニョン教皇歴代の侍医で黒死病に遭遇する・『大外科書』を著した
- ギヨーム・ド・マショー（1300年頃 - 1377年） - フランスのアルス・ノーヴァの作曲家・詩人・「ノートルダム・ミサ曲」が有名
- エティエンヌ・マルセル（1315年 - 1358年） - パリ市長・王太子シャルルと対立し百年戦争の間にパリを支配・ジャックリーの乱とも合流
- ギョーム・カルル（英語版）（? - 1358年） - フランスの農民・ジャックリーの乱の指導者・ナバラ王シャルルに敗れ処刑される
- ベルトラン・デュ・ゲクラン（1320年 - 1380年） - フランスの軍人・国王シャルル5世に仕え百年戦争初期に活躍・フランスの劣勢を挽回
- ニコル・オレーム（1323年 - 1382年） - フランスの聖職者・科学者として『天体地体論』を執筆・国王側近として貨幣改革の理論家として活躍
- ニコラ・フラメル（1330年 - 1418年） - パリの出版業者・錬金術師として「賢者の石」を発見したとされ『象形寓意の図』の作者に仮託される
- ジャン・フロワサール（1337年頃 - 1405年頃） - フランドル出身の年代記作家・『年代記』は百年戦争前半における重要な史料
- シャルル5世（賢明王）（1338年 - 1380年） - ヴァロワ朝のフランス王（在位1364年 - 1380年）・ブレティニ・カレー条約で領土奪回
- フィリップ2世（豪胆公）（1342年 - 1404年） - ヴァロワ家の初代ブルゴーニュ公（在位1363年 - 1404年）・婚姻によりフランドルを継承
- ロクス（1348年 - 1376年（1295年 - 1327年説もあり）） - フランス南部モンペリエ出身の信仰者・黒死病に対する守護聖人として崇敬される

#### イタリア
- ジョヴァンニ・ダ・モンテコルヴィーノ（1246年 - 1328年） - イタリア生まれの宣教師・インドを経て中国で宣教を行い大都大司教となる
- ディーノ・コンパーニ（1255年 - 1324年） - フィレンツェの政治家・商人・年代記作者として黒派と白派の対立を描く『年代記』を執筆
- アバノのピエトロ（1257年頃 - 1315年頃） - パドヴァ大学医学部教授・哲学者・占星術師・異端者の疑いをかけられ獄死する
- ダンテ・アリギエーリ（1265年 - 1321年） - フィレンツェの政治家・哲学者・詩人・『神曲』や『新生』のほか『俗語論』も執筆
- ジョット・ディ・ボンドーネ（1267年頃 - 1337年） - フィレンツェのゴシック期の画家・彫刻家・建築家・ルネサンスの先駆者とされる
- チェゼーナのミカエル（英語版）（1270年頃 - 1342年） - フランシスコ会総長・修道会の福音的清貧をめぐって教皇ヨハネス22世と争う
- パドヴァのマルシリウス（1275年/1280年/1290年 - 1342年/1343年） - イタリアの哲学者・神学者・『平和の擁護者』の著者
- ジョヴァンニ・ヴィッラーニ（1276年/1280年 - 1348年） - フィレンツェの銀行家・歴史家・『新年代記』で同時代の経済発展と危機を記録
- カストルッチョ・カストラカーニ（1281年 - 1328年） - ルッカの傭兵隊長・トスカナ地方の覇権を握る・マキャヴェッリの『カストルッチョ伝』でも有名
- シモーネ・マルティーニ（1284年頃 - 1344年） - シエナのゴシック期の画家・アヴィニョンでも活躍し国際ゴシックの先駆者とされる
- マリーノ・ファリエロ （1285年 - 1355年） - ヴェネツィアの元首・世襲君主になる政変を起こすが失敗し処刑される
- ポルデノーネのオドリコ（1286年 - 1331年） - イタリア出身のフランシスコ会士・インドから中国まで歴訪し『東洋旅行記』を残す
- ジョヴァンニ・デ・マリニョーリ（1290年？ - 1357年） - イタリア出身のフランシスコ会士・宣教師として元朝に赴き順帝に会見
- シモン・ボッカネグラ（？ - 1363年） - ジェノヴァ初代総督・平民派政権を樹立するが毒殺される・オペラの主人公としても有名
- フランチェスコ・ペトラルカ（1304年 - 1374年） - イタリアの人文主義者・古典学者・桂冠詩人・『アフリカ』『凱旋』の著者
- ジル・デ・アルボルノス（英語版）（1310年 - 1367年） - スペイン出身の枢機卿・アヴィニョン教皇に従いイタリア各地の僭主を平定し教皇領を回復
- ジョバンニ・ボッカチオ（1313年 - 1375年） - フィレンツェの古典学者・作家・ペストの時代を活写した『デカメロン』がある
- コーラ・ディ・リエンツォ（1313年？ - 1354年） - ローマの政治家・護民官を名乗り教皇不在のローマ復興を唱えるが処刑される
- ジョン・ホークウッド（1320年 - 1394年） - イングランド出身の傭兵隊長・百年戦争に参加したのちにイタリア諸都市の抗争に介入
- フランチェスコ・ランディーニ（1325年 - 1397年） - イタリアの作曲家・詩人・盲目ではあったが「トレチェント音楽」を大成・「春は来たりぬ」他がある
- コルッチョ・サルターティ（1331年 - 1406年） - フィレンツェの政治家（書記官長）・人文主義者・古典復興を行い『専制君主論』を執筆
- フランコ・サッケッティ（英語版）（1335年頃 - 1400年頃） - フィレンツェの商人・物語作家・『三百小話集（Trecent novelle）』を執筆
- フランチェスコ・ディ・マルコ・ダティーニ（1335年頃 - 1410年） - プラートの商人・15万通にも及ぶ「ダティーニ文書」を残す
- バルダッサーレ・ボナイウティ（英語版）（1336年 - 1385年） - フィレンツェの政治家・歴史家・著作『フィレンツェ年代記』では黒死病の状況を記録
- ミケーレ・ディ・ランド（英語版）（1343年頃 - 1401年） - フィレンツェの政治家（正義の旗手）・梳毛工によるチョンピの乱を指揮
- シエナのカタリナ（1347年 - 1380年） - ドミニコ会第三会員の在俗修道女・教皇のアヴィニョンからローマへの帰還を促す・後に列聖
- ジャン・ガレアッツォ・ヴィスコンティ（1351年 - 1402年） - ヴィスコンティ家の初代ミラノ公（在位1395年 - 1402年）

#### 神聖ローマ帝国
- マイスター・エックハルト（1260年頃 - 1328年頃） - ドイツの神学者・神秘主義者・異端宣告を受ける・著作に『神の慰めの書』など
- ハインリヒ7世（1275年 - 1313年） - ルクセンブルク朝の神聖ローマ皇帝（在位1308年 - 1313年）・イタリア遠征を敢行し詩人ダンテに称賛される
- ルートヴィヒ4世（1282年 - 1347年） - ヴィッテルスバッハ朝の神聖ローマ皇帝（在位1314年 - 1347年）・レンゼ選帝侯会議を開催
- ハインリヒ・ゾイゼ（1295年頃 - 1366年） - ドイツのドミニコ会士・神秘主義者・キリストの受難の観想を勧め苦行を実践・説教者としても活躍
- ヨハネス・タウラー（1300年 - 1361年） - ドイツのドミニコ会士・神秘主義者・日常生活での魂の救済を掲げた「神の友」の運動を推進する
- ヨハネス・ハドラウブ（13世紀末 - 1340年） - ドイツの詩人・ミンネザンガー・中世盛期の宮廷詩人選集『マネッセ写本』の編者と目される
- カール4世（1316年 - 1378年） - ルクセンブルク朝の神聖ローマ皇帝（在位1355年 - 1378年）・「金印勅書」を発布し七選帝侯を定める
- ルドルフ4世（建設公）（1339年 - 1365年） - ハプスブルク家のオーストリア公・「大公」の詐称やウィーンの整備で有名
- ティル・オイレンシュピーゲル（1300年？ - 1350年？） - ドイツのクナイトリンゲン出身のトリックスター・民衆本の伝説で有名

#### イングランド
- オッカムのウィリアム（1285年 - 1347年） - イングランドのフランシスコ会士・後期スコラ学（唯名論）の神学者・哲学者
- ハンポールのリチャード・ロール（英語版）（1300年頃 - 1349年） - イングランドの隠修士・神秘家・著作に『愛の炎』『生のかたち』がある
- ブロムヤードのジョン（英語版）（？ - 1352年頃） - イングランドのドミニコ会士・書物の収集と編纂に優れ『説教大全』を著す
- エドワード3世（1312年 - 1377年） - イングランド王（在位1327年 - 1377年）・百年戦争を引き起こす・別名は「羊毛商人王」
- ジョン・ウィクリフ（1320年頃 - 1384年） - オックスフォード大学教授・その教説からロラード派が展開し宗教改革の先駆者となる
- エドワード黒太子（1330年 - 1376年） - イングランドのエドワード3世の王太子・クレシーの戦いやポワティエの戦いで勝利
- ウィリアム・ラングランド（英語版） （1332年 – 1386年頃） -  イングランドの詩人・社会風刺を含んだ宗教詩『農夫ピアズの夢』を執筆
- ワット・タイラー（? - 1381年） - イングランドの農民・ワット・タイラーの乱の指導者・ロンドン市長により暗殺される
- ジョン・ボール（1338年頃 - 1381年） - イングランドの司祭・ウィクリフの影響を受けワット・タイラーの乱では精神的指導者となる
- ウォルター・ヒルトン（英語版）（1340年/1345年 - 1396年） - イングランドの神秘主義者・著作に『完徳の階梯』『天使の歌』がある
- ジェフリー・チョーサー（1343年頃 - 1400年） - イングランドの詩人・巡礼途上の様々な人々が語らう『カンタベリー物語』を執筆
- ノリッジのジュリアン（1342年 - 1413年?） - イングランドの女性神秘家の系統・幻視による著作『神の愛の十六の啓示』が有名
- ジョン・マンデヴィル（生没年不詳） - イングランドの著作家・幻想と奇談で知られる『東方旅行記』を書く・架空人物説もある

#### スコットランド
- ヨハネス・ドゥンス・スコトゥス（1266年? - 1308年） - スコットランドのフランシスコ会士・後期スコラ学（実在論）の神学者・精妙博士
- ウィリアム・ウォレス（1272年頃 - 1305年） - スコットランドの愛国者・イングランドによるスコットランド支配に抵抗
- ロバート1世（1274年 - 1329年） - スコットランド国王（在位1306年 - 1329年）・独立戦争に勝利・アーブロース宣言を採択

#### 東ローマ帝国
- テオドロス・メトキテス（1270年 - 1332年） - 東ローマ帝国宰相・パレオロゴス時代の建築を代表するコーラ修道院の増改築を行う
- ヨハネス・ククゼレス（1280年頃 - 1360年） - 東ローマ帝国の音楽家・カロフォニーと呼ばれる詠唱法を大成・「光栄讃詞」などの作品がある
- カラブリアのバルラアム（1290年頃 - 1348年） - 南イタリアのギリシア人神学者・静寂主義論争では反対派の中心となり後年はカトリックに改宗
- ヨハネス6世カンタクゼノス（1295年 - 1383年） - 東ローマ皇帝（在位1347年 - 1354年）・帝位継承争いで国土を消耗・『歴史』を残す
- グレゴリオス・パラマス（1296年 - 1359年） - アトス山の修道士・テサロニケ大主教・神学者として静寂主義（ヘシカズム）を提唱
- メテオラのアタナシオス（1305年 - 1380年） -  メテオラの修道士・メガロ・メテオロン（メタモルフォシス）修道院を建立・ヨアサフは弟子
- ニコラオス・カバシラス（1319年/1323年頃 - 1391年後） - 東ローマ帝国の神学者・静寂主義を擁護・『聖体礼儀の注解』を執筆
- コンスタンティノス・ハルメノプロス（英語版）（1320年 - 1383年） - 東ローマ帝国の法学者・ヨハネス6世の顧問・『ヘクサビブロス（六選集）』を執筆
- キュドネス・デメトリオス（1324年頃 - 1397年/1398年） - 東ローマ帝国の神学者・教会合同でラテン語を学びトマス神学を紹介・静寂主義と対立
- マヌエル・クリュソロラス（1350年 - 1415年） - 東ローマ帝国の人文主義者・フィレンツェに招かれサルターティらにギリシア語を教授する
- マヌエル2世パレオロゴス（1350年 - 1425年） - 東ローマ皇帝（在位1391年 - 1425年）・西欧諸国に救援依頼・文人皇帝でもある

#### 東欧
- モスクワのピョートル（？ - 1326年） - キエフと全ルーシの府主教・府主教座をモスクワに遷す・モスクワ大公にウスペンスキー聖堂建設も進言
- ゲディミナス（1275年 - 1341年） - リトアニア大公国の君主（在位1316年 - 1341年）・キリスト教化に苦慮しつつ東方に領土拡大
- イヴァン1世（カリター）（1288年 - 1340年） - モスクワ大公（在位1325年 - 1340年）・モンゴルの徴税制度を利用しモスクワの支配を拡大
- アレクセイ（モスクワ府主教）（英語版）（1293年 - 1378年） - モスクワ府主教・モンゴル人との折衝を行い幼帝ドミートリーを補佐・「全ロシアの奇跡者」
- ステファン・ウロシュ4世ドゥシャン（1308年 - 1355年） - ネマニッチ朝のセルビア帝国の君主（在位1346年 - 1355年）・バルカン半島に覇を唱える
- カジミェシュ3世（大王）（1310年 - 1370年） - ピャスト朝のポーランド王（在位1333年 - 1370年）・ウクライナに領土拡大
- ラヨシュ1世（大王）（1326年 - 1382年） - アンジュー朝のハンガリー王（在位1342年 - 1382年）、ポーランド王（在位1370年 - 1382年）
- ペルミのステファン（英語版）（1340年 - 1396年） - ペルミの主教・フィン・ウゴル系コミ人への宣教を進める・イコン制作者としても有名
- ドミートリー・ドンスコイ（1350年 - 1389年） - 第4代モスクワ大公（在位1359年 - 1389年）・クリコヴォの戦いでモンゴル人に勝利
- ラドネジのセルギイ（1321年/1322年頃 - 1392年） - ロシアの修道士・至聖三者聖セルギイ大修道院の創設者
- ヴワディスワフ2世（1351年 - 1434年） - ヤギェウォ朝創始者（ポーランド王位1386年 - 1434年、リトアニア大公位1377年 - 1401年）

#### 北欧
- ビルギッタ（1303年 - 1373年） - スウェーデンの修道女・ビルギッタ会をまとめヴァドステーナ修道院を建設・晩年はローマに定住
- マルグレーテ1世（1353年 - 1412年） - 北欧連合王国の事実上の支配者（1397年 - 1412年）・カルマル同盟を締結

#### イベリア半島
- イネス・デ・カストロ（1325年 - 1355年） - ポルトガル王ペドロ1世の愛妾・婚姻問題に絡み悲劇的な死を迎えるが死後に王妃として復権
- ペドロ1世（残酷王）（1334年 - 1369年） - カスティーリャ国王（在位1350年 - 1369年）・庶兄のエンリケ2世に殺害される
- エンリケ2世（恩寵王）（1333年 - 1379年） - カスティーリャ国王（在位1369年 - 1379年）・ペドロ1世を倒しトラスタマラ朝を興す
- ジョアン1世（大王）（1357年 - 1433年） - アヴィス朝の創始者・ポルトガル王（在位1385年 - 1433年）・アルジュバロータの戦いに勝利
- ライムンドゥス・ルルス（1232年 - 1315年） - マジョルカ島出身のフランシスコ会士・文字結合術のアルス・マグナを理論化する
- ビセンテ・フェレール（1350年 - 1419年） - バレンシア出身のドミニコ会士・教会大分裂ではアヴィニョン派を支持・カスペの妥協でも活躍

### イスラム世界
- ドゥア（? - 1307年頃）- チャガタイ・ハン国（チャガタイ・ウルス）の君主（在位1283年 - 1307年）・最盛期の君主
- ラシードゥッディーン（1249年 - 1318年） - イル・ハン国の政治家・ガザンとオルジェイトゥに仕える・歴史家として『集史』を編纂
- サフィー・アッディーン・イスハーク・アルダビーリー（1252年 - 1334年） - ペルシアのサファヴィー教団教主・サファヴィー朝の遠祖
- オスマン1世（1258年 - 1326年） - オスマン朝の初代スルタン（在位1299年 - 1326年）・コユンヒサルの戦いで東ローマ帝国に勝利
- イブン・アッティクタカー（1262年頃 - ？） - イラクのシーア派指導者・帝王学の書『アルファフリー』を残す
- ワッサーフ（生没年不詳） - イル・ハン国の歴史家・『世界征服者の歴史』の続編『領土の分割と年月の推移（ワッサーフ史）』を執筆
- アラー・ウッディーン・ハルジー（1266年？ - 1316年） - ハルジー朝の第3代スルターン（在位1296年 - 1316年）・最大領土を実現
- マリク・カーフール（？ - 1316年） - ハルジー朝の宰相・宦官・アラーウッディーンの下で南インド諸王朝を制圧・新王擁立に際し暗殺される
- アブー・アル・フィダー（1273年 -1331年） - マムルーク朝の政治家・アイユーブ家の末裔・歴史家として『人類史綱要』『諸国の秩序』がある
- アウハディー・マラーギー（1274年頃 - 1338年） - イスファハーン出身のスーフィー詩人・代表作は『ジャムの酒杯』・マラーゲに墓廟がある
- マンサ・ムーサ（カンカン・ムーサ）（？ - 1337年？） - マリ帝国の第10代君主（マンサ）（在位1312年 - 1337年）・壮麗なメッカ巡礼で有名
- ハーッジー・ベクターシュ（？ - 1337年頃） - トルコの神秘主義者・神秘主義教団を形成し後にイェニチェリの信仰にも影響を与える
- ギャースッディーン・トゥグルク（？ - 1325年） - トゥグルク朝の初代スルタン（在位1320年 - 1325年）
- ヌワイリー（1279年 - 1332年） - マムルーク朝に仕えた官僚・歴史や地誌を含んだ百科全書的な著作『究極の目的』を執筆
- ハージュー・ケルマーニー（1280年 - 1352年） - ペルシャの詩人・ペルシャの「四大詩人」の一人
- オルジェイトゥ（1281年 - 1316年） - イル・ハン国の第8代君主（在位1304年 - 1316年）・ソルターニーイェに遷都
- ハムドゥッラー・ムスタウフィー・カズヴィーニー（1281年 - 1349年） - イル・ハン国の歴史家・散文史『選史』や韻文史『勝利の書（英語版）』を執筆
- ナースィル・ムハンマド（1285年 - 1341年） - マムルーク朝の第10・13・15代スルタン（在位1293年 - 1341年まで断続的）
- ウズベク・ハン（? - 1340年） - ジョチ・ウルスの第10代君主（在位1312年 - 1342年）・最盛期の君主
- ケベク（? - 1326年）- チャガタイ・ハン国（チャガタイ・ウルス）の君主（在位1320年 - 1326年）・その死後に国が東西分裂
- ムハンマド・ビン・トゥグルク（? - 1351年） - トゥグルク朝の君主（在位1325年 - 1351年）・度重なる遠征をおこない、首都を一時的にダウラターバードに遷都。「天才か狂人か」と評される
- イブン・バットゥータ（1304年頃 - 1368年頃） - モロッコ生まれの旅行家・マリーン朝のスルターンに依頼され『三大陸周遊記』を執筆
- イブン・アル＝ハティーブ（1313年 - 1375年） - ナスル朝の政治家（宰相）・詩人・歴史家としては『グラナダ史』を残す
- ママイ（？ - 1380年） - ジョチ・ウルスの政治家・クリコヴォの戦いでモスクワ公国に敗北
- ムラト1世（1319年/1326年 - 1389年） - オスマン朝の第3代スルタン（在位1359年 - 1389年）・コソヴォの戦いで勝利
- ハーフェズ（1325年 - 1389年） - ペルシャの詩人・ペルシャの「四大詩人」の一人・出身地シーラーズには「ハーフェズ廟」が残る
- イブン・ハルドゥーン（1332年 - 1406年） - チュニス生まれの政治家・歴史家として『歴史序説』の著者
- ティムール（1336年 - 1405年） - 中央アジアの征服者でティムール朝の建設者（在位1370年 - 1405年）
- トクタミシュ（? - 1406年） - ジョチ・ウルスの君主（在位1378年 - 1395年）・ジョチ・ウルスを再統一
- バヤズィト1世（1360年 - 1403年） - オスマン朝の第4代スルタン（在位1389年 - 1402年）・ニコポリスの戦いで勝利
- バルクーク（1366年 - 1399年） - マムルーク朝のスルタン（在位1382年 - 1399年まで断続的）・バフリー系からブルジー系へ
- マンスール・イブン・イリヤス（14世紀末 - 15世紀初頭） - ペルシアの解剖学者・神経系や循環器系の画像を伴う『人体解剖書』を執筆

### 南アジア・東南アジア
- ナームデーヴ（英語版）（1270年 - 1350年） - インドの宗教詩人・『グル・グランス・サーヒブ』に神への讃美歌が収録されている
- ハリハラ1世（？ - 1356年） - 南インドのヴィジャヤナガル王国サンガマ朝の初代国王（在位1336年 - 1356年）
- ガジャ・マダ（？- 1364年） - ジャワ島のマジャパヒト朝の宰相・トリブワナー女王からハヤム・ウルク王を補佐し王国の全盛期を築く
- ラーマーティボーディー1世（1314年？ - 1369年） - タイのアユタヤ朝の初代国王（在位1351年 - 1369年）・アユタヤを都とする

### 東アジア

#### 元・明
- 中峰明本（1263年 - 1323年） - 元の禅僧（智覚禅師）・各地を遊方行脚・趙孟頫との交友で「与中峰明本尺牘」が残る
- テムル（1265年 - 1307年） - 元の第2代皇帝（成宗）（在位1294年 - 1307年）・カイドゥの乱を鎮圧し西方ハン国と和平を結ぶ
- 黄公望（1269年 - 1354年） - 元の水墨画家・元末四大家の一人・「富春山居図」が代表作で画論『写山水訣』もある
- 呉鎮（1280年 - 1354年） - 元の水墨画家・元末四大家の一人・孤高清貧の生涯を送る・代表作に「洞庭漁隠図」がある
- アユルバルワダ（1285年 - 1320年） - 元の第4代皇帝（仁宗）（在位1311年 - 1320年）・廃止されていた科挙を復活
- 康里巎巎（1295年 - 1345年） - 元の色目人の官僚・書家として「李白詩巻」がある
- 楊維楨（1296年 - 1370年） - 元の官僚・詩人として『東維子集』がある
- 倪瓚（1301年 - 1374年） - 元の水墨画家・元末四大家の一人・各地を放浪し「漁荘秋霽図」などの作品を残す
- 高則誠（1305年 - 1359年） - 元の劇作家・夫婦の再会と情愛を描いた元曲「琵琶記」の作者
- 王蒙（1308年 - 1385年） - 元の水墨画家・元末四大家の一人・官吏でもあったが胡惟庸の獄に連座し獄死・「青卞隠居図」がある
- 薩都剌（1308年 - ?） - 元のモンゴル系イスラム教徒の官吏・詩人として『雁門集』がある
- 宋濂（1310年 - 1381年） - 元末明初の政治家・儒学者・明の礼楽制度を整備・『元史』の編者・方孝孺の師
- 劉基（劉伯温）（1311年 - 1375年） - 元末明初の軍人・政治家・詩人・軍師として小説や講談の主役として名高い
- 汪大淵（1311年 - ？） - 元の航海家・泉州からインド洋沿岸各国を訪れて『島夷志略』を著す
- トクト（1314年 - 1355年） - 元の宰相・『宋史』など歴史書の編纂や黄河の治水に尽力・紅巾の乱の鎮圧中に殺害される
- 李善長（1314年 - 1390年） - 明初の政治家（左丞相）・明の行政財政の基礎をなす・胡惟庸の獄に連座して誅殺される
- トゴン・テムル（1320年 - 1370年） - 元の最後の皇帝（順帝）（在位1333年 - 1370年）・大都を捨て北元の初代となる
- 韓山童（? - 1351年） - 元末の反乱指導者・白蓮教を組織し紅巾の乱を引き起こす
- 韓林児（? - 1366年） - 元末の反乱指導者・韓山童の子・宋朝の復興を唱える
- 方国珍（1319年 - 1374年） - 元末の群雄・塩の密売人から浙江で海賊と結んで自立・朱元璋と敵対するが屈服
- 陳友諒（1320年 - 1363年） - 元末の群雄・紅巾の乱から湖北を根拠地として自立・鄱陽湖の戦いで朱元璋に敗北
- 張士誠（1321年 - 1367年） - 元末の群雄・塩の密売人から蘇州を根拠地として自立・朱元璋に敗北する
- 朱元璋（1328年 - 1398年） - 明の初代皇帝（太祖洪武帝）（在位1368年 - 1398年）
- 徐達（1332年 - 1385年） - 明初の大将軍・左相国・大都を元一族から奪回し占領・第一の功臣とされる
- 胡惟庸（? - 1380年） - 明初の政治家（左丞相）・北元や日本と内通したとして胡惟庸の獄にて粛清される
- 藍玉（? - 1393年） - 明初の将軍・ブイル・ノール湖畔の戦いで北元に勝利・藍玉の獄にて粛清される
- 施耐庵（生没年不明） - 元末明初の作家・『水滸伝』の編者? 羅貫中の師か?（→水滸伝の成立史）
- 羅貫中（生没年不明） - 元末明初の作家・『三国志演義』『三遂平妖伝』の編者? 施耐庵の門人か?（→三国志演義の成立史）
- 高啓（1336年 - 1374年） - 明初の詩人・『元史』の編者・「宮女図」の詩文がもとで腰斬の刑に処される
- 方孝孺（1357年 - 1402年） - 明初の儒学者・建文帝の側近として翰林侍講学士となる・靖難の変に連座して虐殺される
- 建文帝（1377年 - 1402年?） - 明の第2代皇帝（在位1398年 - 1402年）・靖難の変により叔父燕王に帝位を簒奪される

#### チベット
- プトゥン（1290年 - 1364年） - チベット仏教の学僧・チベット史の根本史料『仏教史』のほか暦学・医学の著作を多数執筆
- カルマ・リンパ（1326年 - 1386年） - チベット仏教ニンマ派のテルトン（埋蔵経発掘者）・『チベット死者の書』を発掘したか
- ツォンカパ（1357年 - 1419年） - チベット仏教最大の学僧・歴代ダライ・ラマの所属するゲルク派（黄帽派）の開祖

#### 高麗・朝鮮
- 鄭夢周（1337年 - 1392年） - 高麗の儒学者・倭寇について九州探題今川貞世と交渉を行う・李成桂の王位簒奪には反対し暗殺される
- 李成桂（1335年 - 1408年） - 李氏朝鮮の初代国王（在位1392年 - 1398年）・倭寇やモンゴルとの戦いで功績をあげ高麗を倒す

### 日本
- 二条為世（1250年 - 1338年） - 公卿（権大納言）・二条派の和歌の宗家として『新後撰和歌集』『続千載和歌集』を撰集・両統迭立では大覚寺統に付く
- 京極為兼（1254年 - 1332年） - 公卿（権大納言）・京極派の和歌の宗家として『玉葉和歌集』を撰集・両統迭立では持明院統に付く・両統迭立にからみ二度流罪にされる
- 度会家行（1256年 - 1351年） - 伊勢神宮（外宮）の神官・反本地垂迹説を大成し伊勢神道を提唱・南朝を支援し影響を与える
- 後深草院二条（1258年 - ？） - 後深草院付きの女房・日記であり紀行文でもある『とはずがたり』を残す
- 高階隆兼（活動時期1309年 - 1330年） - 御所画所の絵師・西園寺公衡の依頼で春日大社に奉納した「春日権現験記」で有名
- 梶原性全（1266年 - 1337年） - 僧医・隋唐から宋の医書を渉猟し体験を踏まえて「内臓図」を含む『頓医抄』全50巻を執筆
- 北条貞時（1271年 - 1311年） - 鎌倉幕府第9代執権（在任1284年 - 1301年）・執権退任後に嘉元の乱が起きる
- 長崎円喜（？ - 1333年） - 武将・内管領（得宗家執事）・嘉暦の政変を経て息子高資ととも幕府末期の実権を握る
- 岡崎正宗（生没年不詳） - 刀工・相模国鎌倉で活動し「相州伝」と呼ばれる作風を確立・刀剣史上もっとも著名な刀工の一人
- 夢窓疎石（1275年 - 1351年） - 禅僧・京都天竜寺開山・七朝帝師（歴代天皇から国師号を七度賜る）
- 赤松則村（1277年 - 1350年） - 武将・守護大名・後醍醐天皇を支持し六波羅攻略で活躍・建武政権の後は足利尊氏に従う
- 虎関師錬（1278年 - 1346年） - 禅僧・東福寺ほかの住持・日本最初の仏教通史『元亨釈書』の著者
- 文観（1278年 - 1357年） - 真言律宗・真言宗の僧・醍醐寺座主・東寺一長者・後醍醐天皇に信任され南朝につく・画僧（『絹本著色五字文殊像』『絹本著色後醍醐天皇御像』等）・学僧
- 円観（1281年 - 1356年） - 天台宗の僧・法勝寺勧進職・後醍醐天皇に近侍するが後に北朝につく・『原太平記』（『太平記』の原型）の編集主幹
- 宗峰妙超（大燈国師）（1282年 - 1338年） - 禅僧・京都大徳寺開山・弟子の関山慧玄を妙心寺開山に推薦
- 卜部兼好（1283年頃 - 1352年以後） - 官人・遁世者・歌人・随筆家で『徒然草』の著者・和歌四天王の一人
- 後醍醐天皇（1288年 - 1339年） - 第96代天皇（在位1318年 - 1339年）・建武の新政を行う・吉野に退避し南朝の初代となる・著作に『建武年中行事』『後醍醐天皇宸翰天長印信（蠟牋）』等
- 永福門院（1288年 - 1342年） - 伏見天皇皇后（中宮）・京極派最大の歌人の一人で151首が勅撰和歌集に入集
- 頓阿（1289年 - 1372年以後） - 歌人・二条為世高弟「和歌四天王」の筆頭・『新拾遺和歌集』の選者・歌論書に『井蛙抄』等・後に頓阿の系統が古今伝授の嫡系となる
- 日野資朝（1290年 - 1332年） - 公卿（権中納言）・日野俊基らとともに後醍醐天皇に近侍・正中の変で佐渡に流罪となる
- 雪村友梅（1290年 - 1347年） - 禅僧・一山一寧の門人で元に渡航・帰国後は京都万寿寺住持・五山文学の先駆け
- 洞院公賢（1291年 - 1360年） - 公卿（太政大臣）・建武政権から北朝に転じ正平の一統で活躍・日記『園太暦』はこの時代の重要資料
- 北畠親房（1293年 - 1354年） - 公卿（大納言）・准三后・南朝の指導者として正平の一統を指揮・『神皇正統記』の著者
- 二条為定（1293年 - 1360年） - 公卿（権大納言）・二条派の和歌の宗家として『続後拾遺和歌集』『新千載和歌集』を撰集
- 楠木正成（1294年 - 1336年） - 武将・赤坂城や千早城で討幕運動を行う・建武政権から続いて南朝側に与す・「三木一草」の一人
- 名和長年（？ - 1336年） - 武将・後醍醐天皇の隠岐脱出を援助・建武政権から続いて南朝側に与す・「三木一草」の一人
- 佐々木道誉（1296年 - 1373年） - 武将・室町幕府で政所執事などを歴任し貞治の変を主導・婆沙羅大名としても有名
- 花園天皇（1297年 - 1348年） - 第95代天皇（在位1308年 - 1318年）・政治的には中継ぎの天皇だが学問と芸術の諸分野で大きな業績を残す・『誡太子書』を著す
- 尊円法親王（1298年 - 1356年） - 天台座主・青蓮院門跡・伏見天皇の皇子・後代に公式文書として用いられた書流御家流の祖
- 賢俊（1299年 - 1357年） - 真言宗の僧・醍醐寺座主・東寺長者・文観に替わって北朝側につく・尊氏の護持僧となり幕政にも関与・著書に『紙本墨書賢俊日記』
- 守邦親王（1301年 - 1333年） - 鎌倉幕府第9代将軍（在任1308年 - 1333年）・鎌倉幕府滅亡の後に将軍を辞す
- 新田義貞（1301年 - 1338年） - 武将・左近衛中将・北条氏を滅ぼし鎌倉を占拠・建武政権から続いて南朝側に与す・越前藤島で戦死
- 北条高時（1303年 - 1333年） - 鎌倉幕府第14代執権（在任1316年 - 1326年）・鎌倉幕府滅亡時の得宗・東勝寺合戦で自刃
- 足利尊氏（1305年 - 1358年） - 室町幕府初代将軍（在任1338年 - 1358年）・北朝の光明天皇を擁立し幕府を開く
- 足利直義（1306年 - 1352年） - 武将・左兵衛督・足利尊氏の弟・幕府保守派の政治家・観応の擾乱で高師直一派を倒すが正平の一統の後に兄尊氏に追われ急逝
- 高師直（？ - 1351年） - 武将・室町幕府執事・幕府革新派の政治家・四條畷の戦いなどで活躍するが観応の擾乱で足利直義と対立し殺害される
- 護良親王（1308年 - 1335年） - 後醍醐天皇の皇子（大塔宮）・天台座主（尊雲法親王）・征夷大将軍・足利尊氏と争い殺害される
- 日野名子（1310年 - 1358年） - 女官・著作家・西園寺公宗正室・著書『竹むきが記』は近代以前の女性が著した現存最後の日記文学とされる
- 宗良親王（1311年 - 1385年） - 後醍醐天皇の皇子（信濃宮）・天台座主（尊澄法親王）・征夷大将軍・各地を転戦・『新葉和歌集』を撰集
- 春屋妙葩（1312年 - 1388年） - 禅僧・相国寺第二世（事実上の開山）・五山十刹の制度を定め五山版などの出版を行う
- 光厳天皇（1313年 - 1364年） - 北朝第1代天皇（在位1331年 - 1333年）・鎌倉幕府滅亡で退位する・光明天皇は弟・『風雅和歌集』を親撰
- 北畠顕家（1318年 - 1338年） - 公卿（権中納言）・鎮守府将軍・南朝方として活躍するが石津の戦いで戦死・父は北畠親房
- 菊池武光（1319年？ - 1373年） - 武将・肥後守・懐良親王を擁し南朝方につく・筑後川の戦いに勝利し大宰府を占領する
- 二条良基（1320年 - 1388年） - 公卿（摂政・関白・太政大臣）・歌人・連歌の大成者で『菟玖波集』の撰者
- 北条時行（1325年 - 1353年） - 武将・鎌倉幕府最後の得宗北条高時の遺児・中先代の乱を起こし足利尊氏に対抗して南朝に帰順
- 義堂周信（1325年 - 1388年） - 禅僧・南禅寺ほかの住持・絶海中津とともに五山文学を代表し漢詩集『空華集』がある
- 今川貞世（了俊）（1326年 - 1420年?） - 武将・守護大名・九州探題として九州の南朝勢力を鎮圧・著作に『難太平記』がある
- 細川頼之（1329年 - 1392年） - 室町幕府管領・貞治の変で幕政を掌握・康暦の政変で失脚するも再び幕政に復帰
- 懐良親王（1329年? - 1383年） - 後醍醐天皇の皇子・征西大将軍（征西将軍宮）・「日本国王」として明と通交
- 足利義詮（1330年 - 1367年） - 室町幕府第2代将軍（在任1358年 - 1367年）・貞治の変以後は北朝の優位を固める
- 楠木正儀（1330年? - 1389年?） - 武将・楠木正成の三男・南朝和平派の代表・南朝方を支え北朝方と戦うがやがて帰順・最晩年は南朝に公卿として復帰
- 観阿弥（1333年 - 1384年） - 猿楽師・大和猿楽座の出身で観世家の祖となる・子に世阿弥がいる
- 絶海中津（1334年 - 1405年） - 禅僧・鹿苑院ほかの住持・義堂周信とともに五山文学を代表し漢詩集『蕉堅藁』がある
- 足利基氏（1340年 - 1367年） - 室町幕府の初代鎌倉公方・足利尊氏の子・足利義詮の弟
- 土岐康行（?  - 1404年） - 武将・守護大名・土岐康行の乱（美濃の乱）を起こすが幕府に鎮圧される
- 山名氏清（1344年 - 1392年） - 武将・「六分の一殿」と称される守護大名・明徳の乱で敗死
- 斯波義将（1350年 - 1410年） - 室町幕府管領・貞治の変で失脚するも康暦の政変で幕政を掌握・義満死後の政局も指導
- 後亀山天皇（1350年? - 1424年） - 第99代天皇（在位1383年 - 1392年）・南北朝合一のときの南朝の天皇
- 大内義弘（1356年 - 1400年） - 武将・守護大名・南北朝合一を斡旋・応永の乱で敗死
- 足利義満（1358年 - 1408年） - 室町幕府第3代将軍（在任1368年 - 1394年）・花の御所を造営・出家後は北山第を造営
- 世阿弥（1363年? - 1443年?） - 猿楽師・能楽の大成者・『風姿花伝』などの著作でも知られる・父は観阿弥
- 後小松天皇（1377年 - 1433年） - 第100代天皇（在位1382年 - 1412年）・南北朝合一のときの北朝の天皇